# Tecnologia de la dinastia Song

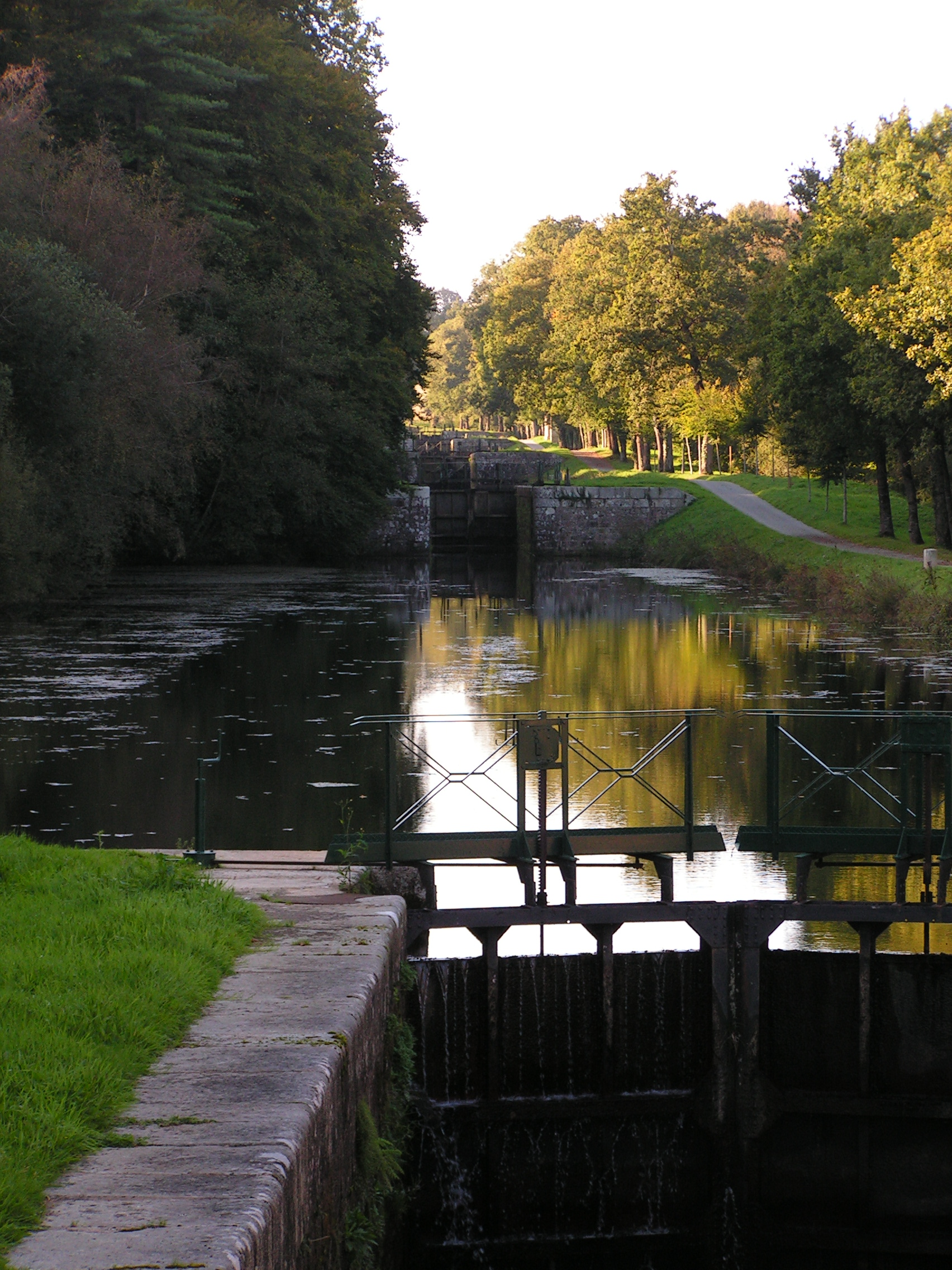
Resclosa d'un canal a França; es considera que aquest tipus d'estructures es van inventar a la Xina durant la dinastia Song.

La dinastia Song (960—1279 dC) va aportar significatius avenços tecnològics molts dels quals van ser fruit del treball de funcionaris estatals talentosos, reclutats pel govern a través dels anomenats exàmens imperials.
La capacitat inventiva en matèria d'enginyeria mecànica avançada a la Xina comptava ja amb una llarga tradició històrica; l'enginyer Su Song va escriure que el seu treball i el dels seus contemporanis es recolzava en els assoliments d'inventors anteriors, com els de l'astrònom i inventor Zhang Heng (78—139), considerat com un dels pioners en l'ús d'eines mecàniques. L'ocupació de tipus mòbils en la impressió va ser una evolució del sistema d'impressió xilogràfica ja àmpliament estès en l'educació i entreteniment de les masses i dels estudiants confucianistes. De forma semblant, l'aprofitament de la pólvora per al desenvolupament de noves armes de foc, com els canons, va permetre a la Dinastia Song repel·lir als seus enemics militaritzats "les dinasties Liao i Jin, així com l'Imperi de Xi Xia" fins a col·lapsar davant la invasió de l'exèrcit mongol de Kublai Kan en el segle xiii.
Durant aquest període es van dur a terme notables avanços en àrees com l'enginyeria civil, la navegació i la metal·lúrgia, a més d'introduir-se a la regió els molins de vent i el paper moneda. Aquests esdeveniments, sumats als avanços científics del període, van propiciar una revolució econòmica i van contribuir a sustentar l'expansió comercial que va experimentar la Xina en aquesta època.

## Polimàtics i enginyeria mecànica

### Polimàtics

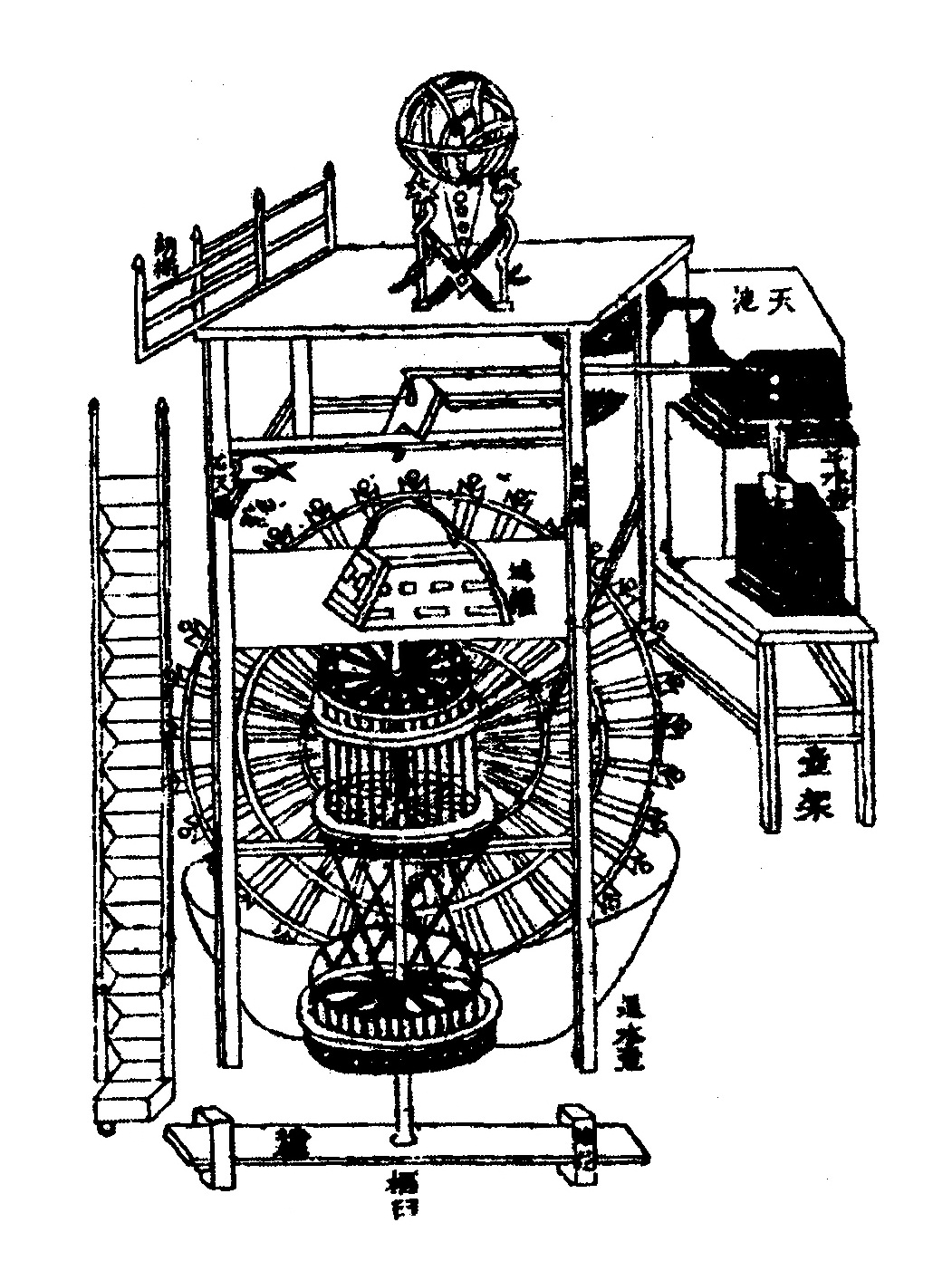
El diagrama original del llibre de Su Song, elaborat el 1092, on s'aprecia el mecanisme intern de la seva torre del rellotge, juntament amb el tanc de clepsidra, un molí hidràulic amb catúfols i un mecanisme de fuita, la cadena de transmissió, una esfera armil·lar en el més alt i la roda que activava un mecanisme de timbres, gongs i tambors cada hora transcorreguda.

El desenvolupament tecnològic i científic durant la Dinastia Song va estar marcat per la contribució de personalitats polimàtics, com Shen Kuo (1031—1095) i Su Song (1020—1101), que són reconegudes com a impulsors dels primers coneixements empírics i avancis tecnològics en aquesta era.
Shen és famós per descobrir el concepte de nord veritable i la declinació magnètica cap al pol Nord en realitzar càlculs més precisos del meridià astronòmic, i arreglar els càlculs de la posició de l'Estrella Polar, que canviava durant els segles. Això va permetre als mariners navegar els mars amb una major precisió, usant la brúixola magnètica d'agulles, descrita d'igual forma en primera instància per Shen. Així mateix, aquest polimàtic va aconseguir notorietat per la seva descripció escrita de Bì Sheng, l'inventor dels tipus mòbils d'impremta. Interessat en la geologia, Shen va formular una teoria de geomorfologia i canvi climàtic a través del temps després de fer observacions sobre fenòmens naturals inusuals. A partir dels coneixements contemporanis sobre eclipsis solars i lunars, teoritzà que el Sol i la Lluna tenien forma esfèrica, no plana, expandint així els raonaments d'astrònoms xinesos anteriors. Juntament amb el seu company Wei Pu, en el Consell d'Astronomia, Shen va utilitzar hipòtesis cosmològiques per descriure les variacions de les òrbites planetàries, inclosa la retrogradació. Un dels seus més grans assoliments en aquest camp, amb l'ajut de Wei Pu, va ser la correcció de l'error en el càlcul de l'òrbita lunar, gràcies al registre i traçat diligent de la trajectòria orbital d'aquest cos celeste durant cinc anys, amb una freqüència de tres vegades per nit.
Desafortunadament, Shen tenia molts rivals polítics en la cort decidits a sabotejar els seus treballs. Encara que la cort va acceptar totes les seves correccions de l'error lunar i solar, només va adoptar de forma parcial les rectificacions de les trajectòries orbitals dels planetes i les seves diferents velocitats. U dels seus rivals polítics en la cort va ser Su Song, que havia redactat un famós tractat farmacèutic el 1070, conegut com a Bencao Tujing, que incloïa diverses notes de botànica, zoologia, metal·lúrgia i mineralogia. Igualment, descrivia diverses aplicacions medicinals, incloent l'ús de l'efedrina com a droga farmacèutica. Su Song també se li atribueix l'elaboració d'un atles celestial que reunia cinc mapes estel·lars, mentre que el seu extens i il·lustratiu treball en cartografia va contribuir a la resolució d'una acalorada disputa entre la Dinastia Song i el seu veí Kitan, de la Dinastia Liao. No obstant això, el seu treball més notable va ser la construcció d'un rellotge astronòmic hidràulic, amb una esfera armil·lar en la seva superfície, que havia estat erigit a la capital de Kaifeng l'any 1088. Per la torre d'aquest rellotge, va emprar un mecanisme de fuita que només dos segles més tard seria aplicat als rellotges de tot el continent europeu. A més, el rellotge es va destacar per ser la primera edificació a tot el món a utilitzar una transmissió per cadena de circuit continu, tal com es descriu en el tractat rellotger de Su Song, redactat el 1092.

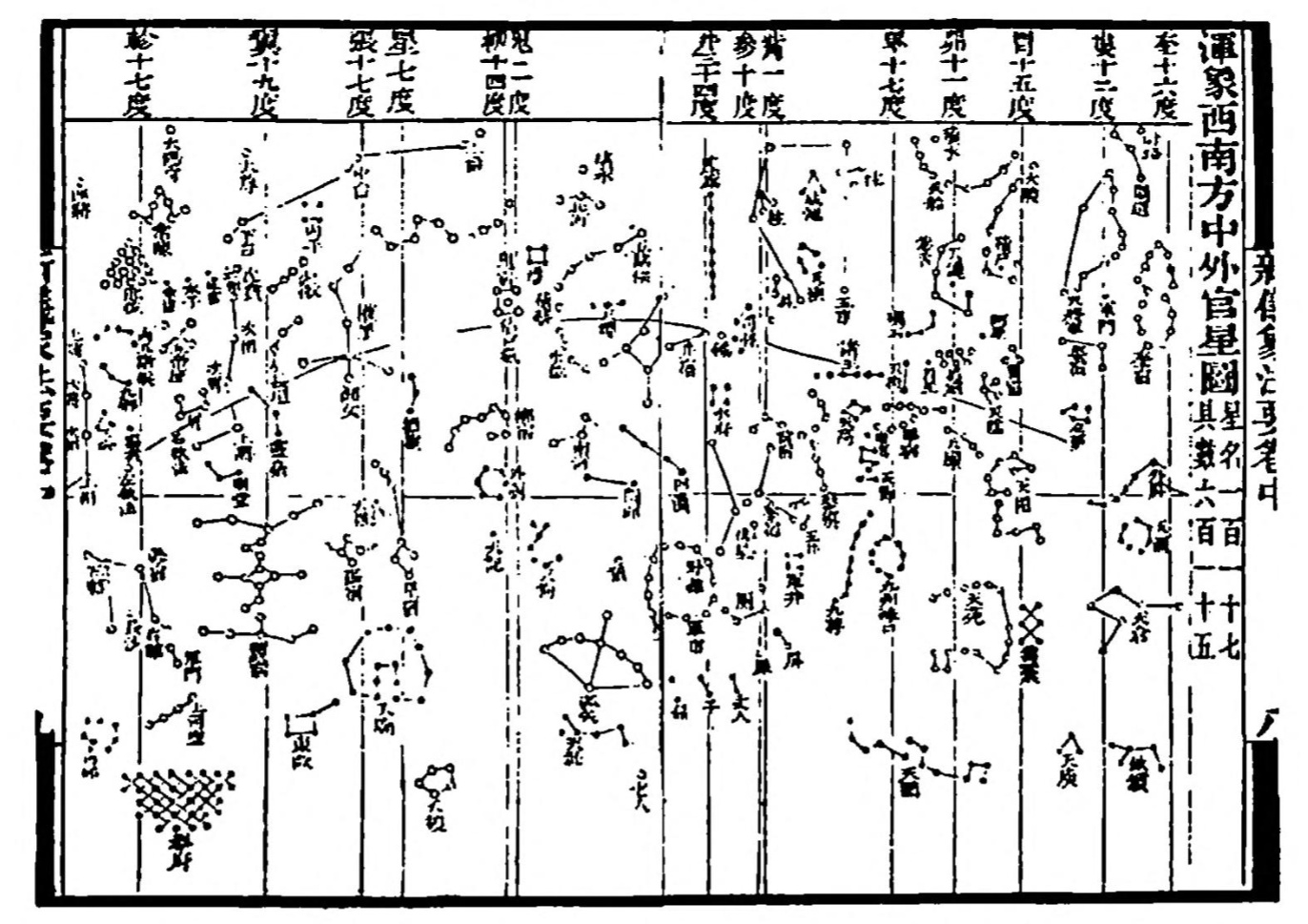
Un dels cinc mapes estel·lars publicats en el tractat rellotger de Su Song, mostrant la correcció de la ubicació de l'Estrella Polar segons Shen Kuo, com també una projecció cilíndrica similar a la projecció de Mercator.

En conclusió, ambdós casos demostren l'afany dels Song per incorporar funcionaris altament capacitats i instruïts en diferents ciències, a fi d'obtenir beneficis per a l'administració, la guerra, l'economia i la població.
D'aquesta forma, intel·lectuals com el versàtil Shen Kuo es van endinsar en branques del coneixement tan diverses com les matemàtiques, la geografia, la geologia, l'economia, l'enginyeria, la medicina, la crítica d'art, l'arqueologia, l'estratègia militar i la diplomàcia, entre d'altres. En una missió de la cort per inspeccionar una regió fronterera, Shen Kuo va elaborar un mapa amb relleu en fusta i serradures impregnades de cola amb el qual va buscar mostrar les muntanyes, camins, rius i passatges a altres oficials. També va arribar a calcular el nombre total de possibles situacions en un joc de taula i, en una altra ocasió, la major extensió possible per a una campanya militar en virtut de la quantitat total de persones que transportarien el seu menjar i la d'altres militars. Cèlebre per millorar el disseny del rellotge d'aigua amb el propòsit d'aconseguir una interpolació més eficient, així com pel disseny de l'esfera armil·lar, el gnòmon i el tub d'observació astronòmica, que va incrementar l'amplada per millorar l'observació de l'Estrella Polar i altres cossos celestes, Shen Kuo va experimentar de forma addicional amb la cambra obscura, només unes dècades després que Ibn al-Haytham (965—1039) ho fes per primera vegada.

### L'odòmetre i el carro que apunta cap al sud
A més de Shen Kuo i Su Song, moltes altres figures van contribuir al desenvolupament tecnològic d'aquest període. Encara que l'odòmetre (instrument que es fa servir per mesurar la distància recorreguda per un vehicle i que acoblaven a la tracció d'un carro) ja era conegut a la Xina des de l'època de la Dinastia Han, el Song Shi (una compilació de documents oficials publicada l'any 1345) proporciona una descripció molt més detallada i profunda d'aquest dispositiu que altres fonts xineses més antigues. El citat document afirma:
| « | L'odòmetre. [El carro de mesurament de distàncies] està pintat de vermell, amb imatges de flors i ocells en els quatre costats, construït en dos pisos i adornat magníficament amb tallats. En completar-se cada li, la figura d'un home de fusta en el pis inferior colpeja un tambor; cada vegada que es completen deu li, la figura de fusta del pis superior colpeja una campana. La llança del carro acaba amb el cap d'un au fènix, mentre que el transport és halat per quatre cavalls. L'escorta original estava conformada per divuit homes, però en el quart any del regnat Yongxi (987) l'emperador Taizong va augmentar la xifra a trenta. Per al cinquè any del període del regnat Tian-Sheng (1027), el camarlenc cap Lu Daolong va presentar especificacions per a la construcció de nous odòmetres descrits a continuació: [...] | » |

El que segueix és una llarga dissertació realitzada pel camarlenc Lu Daolong sobre els mesuraments de distància i la grandària de les rodes i engranatges. No obstant això, el paràgraf final proporciona una descripció sobre la manera de funcionament del dispositiu:
| « | Quan la roda horitzontal del centre hagi completat una revolució, el carro haurà recorregut un li i la figura de fusta del pis inferior tocarà el tambor. Quan la roda horitzontal superior ha fet una volta completa sobre el seu eix, el vehicle s'haurà mogut deu li i la figura del pis superior colpejarà la campana. El nombre de rodes utilitzades, tant grans com petites, és de 8mm en total, sumant 285 dents. D'aquesta forma, el moviment es transmet de manera similar al desplaçament de les baules d'una cadena; les «dents de gos» s'engranen els uns amb els altres, de tal manera que, en la revolució oportuna, tot torna al seu punt de partida original. | » |

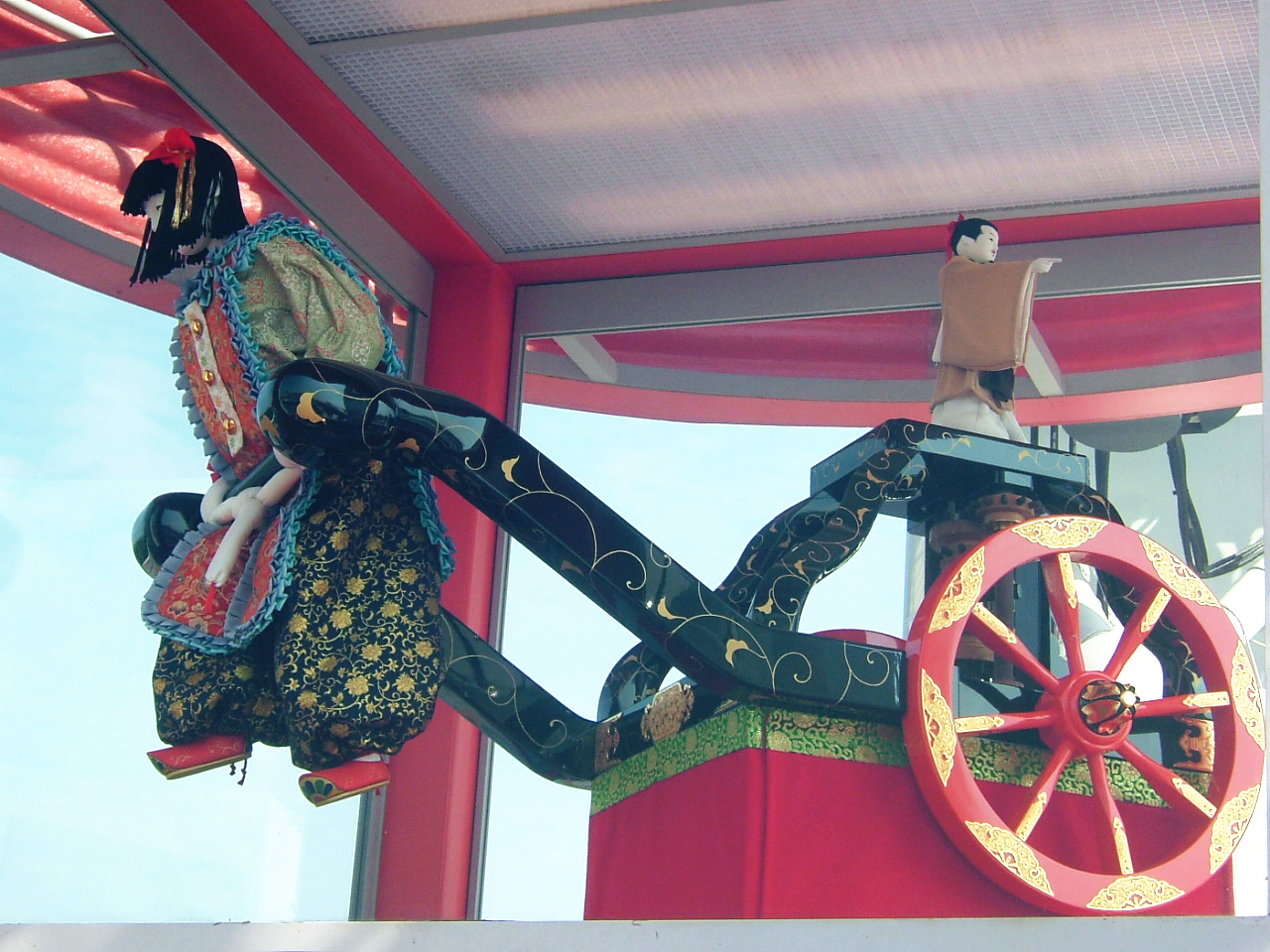
Reconstrucció moderna del carro que apunta cap al sud. Exposició d'antiguitats al Japó, 2005.

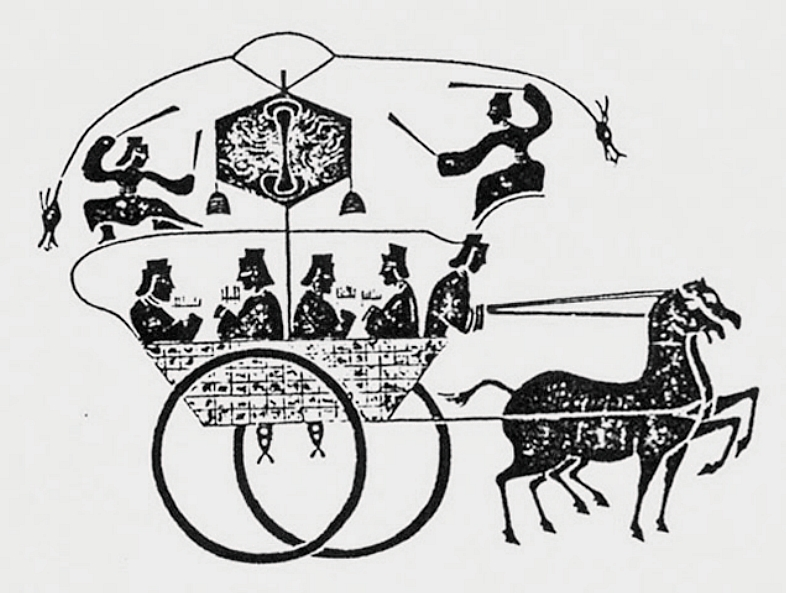
Exemple d'un odòmetre en un carro. Aquest és un dels més antics de la Xina i correspon al període durant el regnat de la Dinastia Han

A més, en el període Song (i en una ocasió durant l'anterior període Tang) el dispositiu de l'odòmetre es va combinar amb el dispositiu del carro que apunta al sud, inventat per l'antic enginyer mecànic xinès Ma Jun (200—265). Aquest aparell consistia en un vehicle amb rodes que feia ús d'un complex sistema d'engranatges diferencials, utilitzats en els automòbils actuals per aplicar quantitats iguals de torsió a les rodes mentre aquestes giren a velocitats diferents quan el vehicle gira. Els engranatges diferencials es van incorporar amb la finalitat de mantenir una figura d'accionament mecànic apuntant cap a una posició fixa al sud. Així, el dispositiu feia servir mecànica avançada en comptes del magnetisme d'una brúixola, amb vista a navegar i orientar-se. Al seu torn, Yan Su (961—1040), director de divisió en el Ministeri d'Obres, va recrear un dispositiu del carro que apunta cap al sud el 1027, i les seves especificacions sobre la creació del dispositiu es recullen en el tractat Song Shi. Això no resulta sorprenent, ja que Yan era d'alguna forma un polimàtic, igual que Shen Kuo i Su Song. Yan va millorar el rellotge d'aigua, va escriure sobre la teoria matemàtica de l'harmonia, teoritzà sobre les marees, etc. No obstant això, el text del Song Shi registra que va ser l'enginyer Wu Deren qui va combinar per primera vegada el carro que apunta al sud amb l'odòmetre, l'any 1107:
| « | En el primer any del regnat Da-Guan (1107), el camarlenc Wu Deren va presentar una sèrie d'especificacions per al carro que apunta cap al sud i per al carro amb tambors que registra els li recorreguts (odòmetre). Els dos vehicles van ser fabricats i usats per primera vegada en la gran cerimònia de sacrifici ancestral d'aquest mateix any. | » |

El text passa a continuació a descriure amb tot detall l'intricat disseny mecànic dels dos dispositius combinats en un solament.

### Prestatgeries giratòries

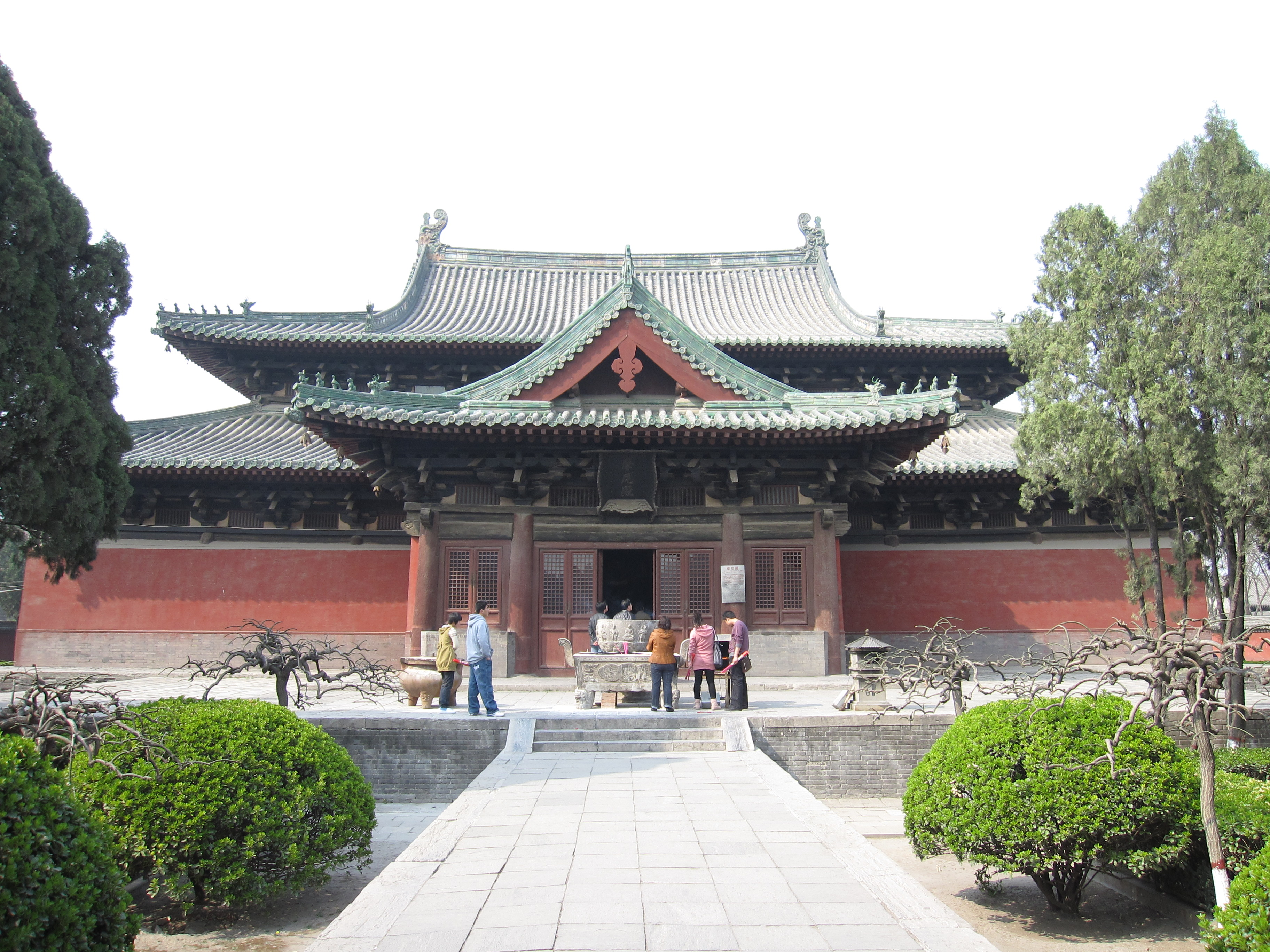
El Monestir de Longxing, lloc on es troba la prestatgeria giratòria mecànica més antiga conservada.

A banda de les contribucions a la rellotgeria i les millores fetes a les esferes armil·lars hidràuliques, els hodòmetres i els vehicles mecànics amb brúixoles, es van inventar altres dispositius destacables durant aquest període. Encara que les referències literàries sobre prestatgeries i biblioteques giratòries mecàniques existents en temples budistes es remunten a l'any 823 (durant la Dinastia Tang), aquestes van aconseguir notorietat durant la Dinastia Song. És més, la biblioteca giratòria més antiga que es conserva data del període Song (segle xii) i es troba en el Monestir de Longxing, a la província de Hebei. Se sap que van existir fins a nou prestatgeries giratòries en la Dinastia Song; una d'elles es troba il·lustrada en el llibre Yingzao Fashi (literalment “tractat sobre mètodes arquitectònics”), de Li Jie, publicat el 1103. La prestatgeria giratòria de l'any 1119, al temple Kaifu, prop de Changsha, tenia cinc rodes que giraven simultàniament, mentre que la del temple Nanchan, de Suzhou, presentava un sistema de frens amb un mecanisme que resulta encara controvertit (els sinòlegs contemporanis encara no estan completament segurs de quin era el seu funcionament exacte, atès que els primers frens de cintes o bandes corbes van aparèixer a Europa durant l'època de Leonardo da Vinci). Temps després, el 1420, el viatger musulmà Shah Rukh (fill del cabdill turc-mongol Tamerlà) va arribar a la Xina governada per l'emperador Yongle de la Dinastia Ming i va descriure una prestatgeria giratòria a la província Gansu, a la qual va denominar «quiosc»:
| « | En un altre temple hi ha un quiosc octogonal, que té, des del seu punt més alt fins a baix, un total de quinze pisos. Cadascun d'aquests conté apartaments decorats amb laca a l'estil catai, amb avantsales i verandes […] Està fet completament de fusta polida i s'ha daurat d'una manera tan admirable que semblés que estigués construït d'or sòlid. Sota el quiosc hi ha una volta. Un eix de ferro fixat en el centre del quiosc ho travessa de baix a dalt, i la seva part inferior treballa encaixada en una placa de ferro, mentre que la part de dalt se sosté en forts punts de suport en el sostre de l'edifici que conté aquest pavelló. D'aquesta forma, una persona que es trobi en la volta pot fer que aquest gran quiosc giri amb un esforç insignificant. Tots els fusters, ferrers i pintors del món aprendrien més sobre els seus oficis visitant aquest lloc! | » |

Posteriorment, el 1588, un dispositiu similar a les prestatgeries giratòries, la roda de llibres, va ser inventat a Itàlia per Agostino Ramelli (1531—1600).

### Maquinària tèxtil

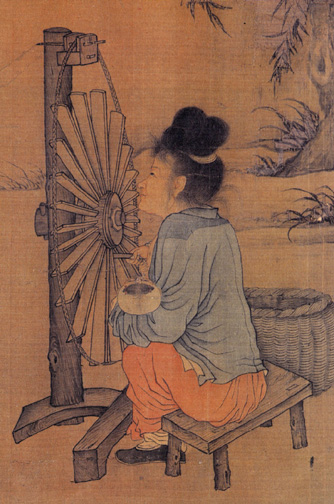
Detall de La filosa, per Wang Juzheng, durant l'era Song del nord (960—1127).

L'historiador britànic de la ciència i tecnologia de la Xina Joseph Needham (1900—1995) va escriure que en el camp de la indústria tèxtil els xinesos van inventar la roda d'encanillar en el segle xii, i va assenyalar també que la cadena de transmissió mecànica ja era coneguda des del segle xi. El llibre Can Shu («Llibre de Sericultura», 1090) de Quin Guan descriu una màquina debanadora de seda que incorporava un «proto-volant» (proto-flyer) oscil·lant i en la qual el mecanisme de la roda principal a la qual es lligava la seda era maniobrat pel moviment d'un pedal. En aquest dispositiu, l'eix giratori del volant, o flyer, s'activava simultàniament per mitjà d'una cadena de transmissió secundària. La màquina seria retratada en una il·lustració del llibre Geng Zhi Tu, de 1237, apareixent de nou en una imatge més elaborada d'un llibre publicat a principis del segle xvii. El llibre de Qin Guan de 1090 assegurava que:
| « | La corriola (amb l'agarradora excèntrica) té una ranura per a la corretja, una banda interminable que respon al moviment de la màquina mitjançant la rotació contínua de la corriola. | » |

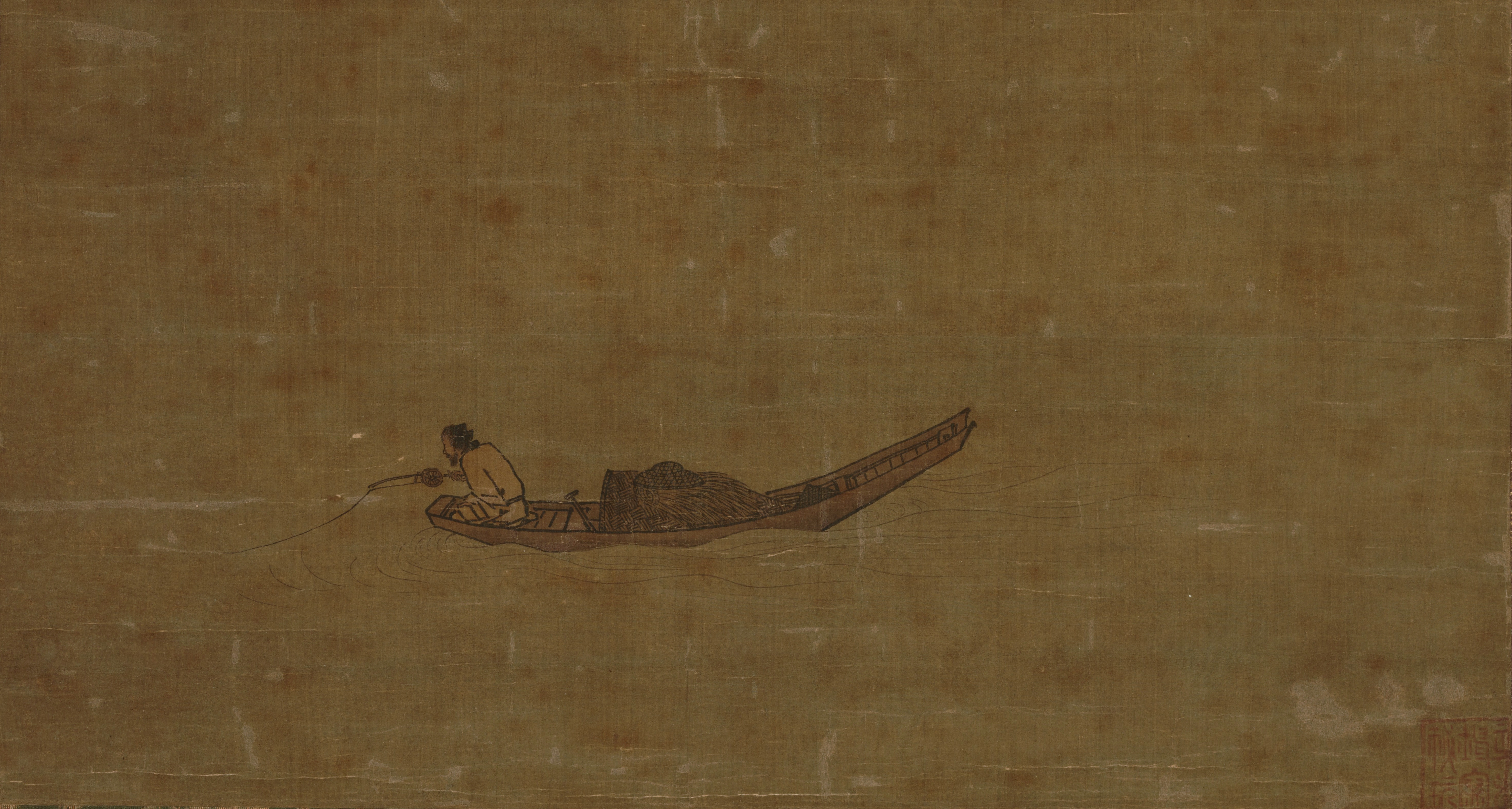
Pescador en un llac hivernal. Pintura feta el 1195 per Ma Yuan, on destaca l'aparició d'un vell carret de pesca.

No obstant això, en un text de 1986, Robert Temple va referir que el primer a esmentar la transmissió per corretja va ser Yang Xiong (53—18 aC) en el seu Diccionari d'expressions locals, escrit el 15 aC Sobre això, Temple va escriure: «Es va desenvolupar per ser usat en màquines relacionades amb la manufactura de la seda, especialment una que es deia màquina d'encanillar o debanar, la qual embolicava les llargues fibres de seda en bobines per a les llançadores del teixidor». Així mateix, Temple va afegir que la màquina de debanar ja esmentada havia aparegut de nou en el llibre Ampliació de l'expositor literari, redactat entre el 230 i 232 dC. Es considera que un cordó o soga interminables van poder haver estat usats en el dispositiu de les rodes hidràuliques de Du Shi, servint així de font energètica per a les manxes dels alts forns en el segle i. Per a més informació sobre això últim, vegeu la secció d'energia eòlica.

## Impressió amb tipus mòbils

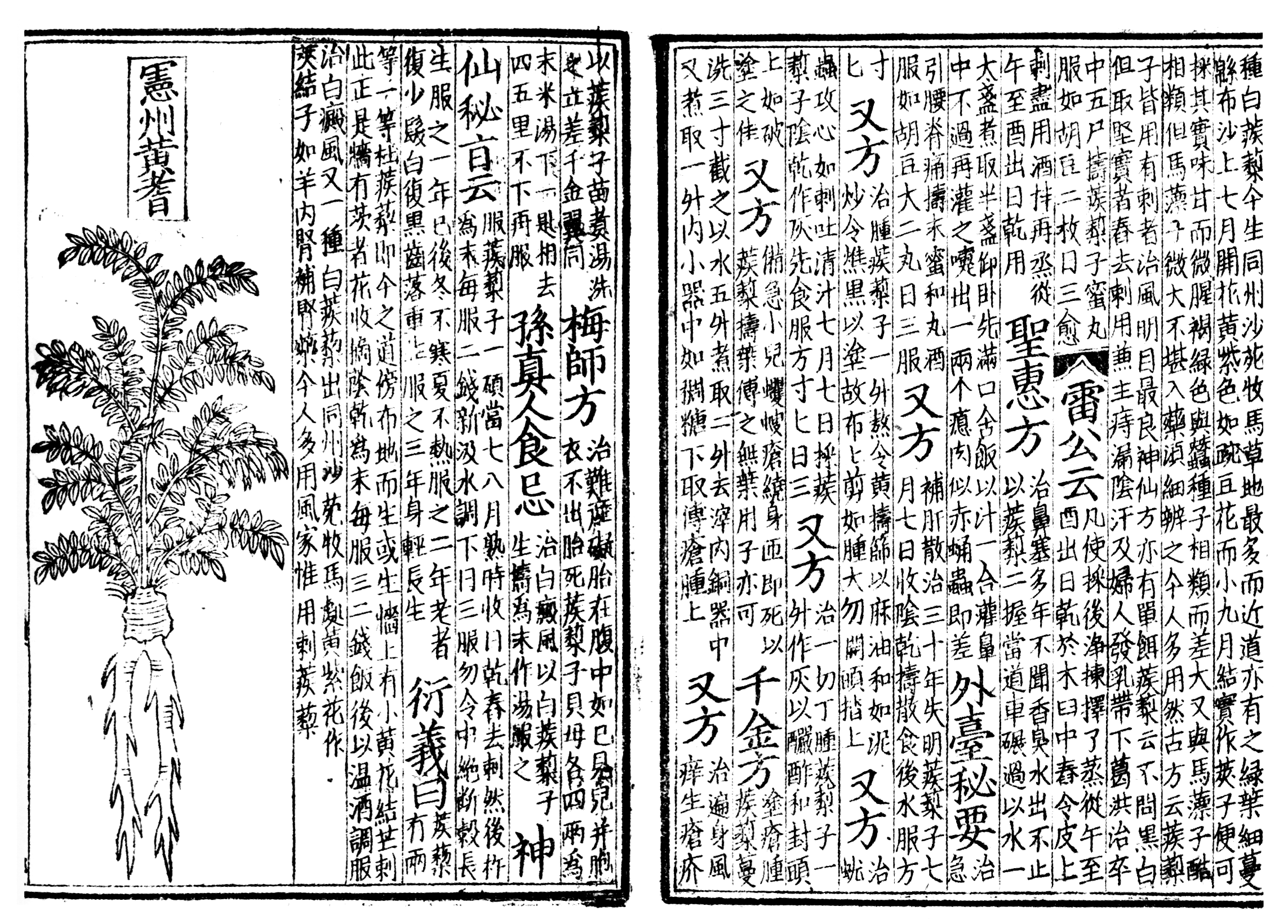
El Bencao va ser un text de medicina xinesa tradicional que es va imprimir per mitjà de segells de fusta.

La tecnologia d'impressió amb tipus mòbils va ser inventada al segle xi per Bì Shēng (990—1051), el treball del qual va ser registrat per Shen Kuo en l'assaig Men Xi Bi Tan (夢溪筆談／梦溪笔谈, traduïble com a «Discussions de pinzell des d'un rieró oníric»). Els tipus mòbils, al costat de la impressió per mitjà de segells de fusta, van incrementar considerablement els nivells d'alfabetització, gràcies a la producció massiva de materials impresos. L'anterior va significar que a partir d'aquest moment els pares podien encoratjar als seus fills perquè aprenguessin a llegir i escriure, animant-los a passar les proves de selecció imperial i integrar-se en la creixent burocràcia instruïda xinesa. La impressió mitjançant aquest procediment aconseguiria un desenvolupament ulterior a Corea, durant el regnat de la Dinastia Chosŏn, quan els caràcters d'argila cuita creats per Bì Shēng van ser substituïts pels de metall el 1234. Més tard, els tipus mòbils de Shēng serien perfeccionats per l'oficial Wang Zhen (1290—1333), qui va inventar un tipus mòbil de fusta cap al 1298, i per l'erudit Hua Sui (1439—1513), que va inventar el tipus mòbil de bronze a la Xina el 1490, tot i que per a aquell temps els coreans ja tenien tipus mòbils de metall, mentre que Wang Zhen havia experimentat amb les primeres peces d'estany. Encara que aquestes tècniques d'impressió prevaldrien durant segles com la principal forma d'impressió a la Xina, la impremta europea (que emprava la premsa de cargol hel·lenística) seria finalment adoptada pels països de l'est asiàtic.
En relació amb la impremta, la producció massiva de paper per escriure ja estava ben establerta en territori xinès. El procés per a la creació del paper s'havia perfeccionat i estandarditzat gràcies a la labor d'un eunuc de la cort, Cai Lun (50—121), el 105, durant la Dinastia Han, per la qual cosa el seu ús s'hauria estès al voltant del segle iii. La Dinastia Song va ser el primer govern del món que va emetre diners en forma de paper moneda: el bitllet de banc (Jiaozi, 交子, i Huizi, 惠子). El paper higiènic es feia servir a tota la Xina des del segle vi, mentre que les bosses de paper per conservar l'aroma de les fulles de te es van introduir cap al segle vii. Així mateix, en l'època de la Dinastia Song, la cort recompensava als oficials governamentals que havien prestat un servei notable amb regals consistents en paper moneda embolicat en un sobre de paper. Durant aquesta mateixa època, les indústries independents, així com les patrocinades pel govern, es van desenvolupar per respondre a les necessitats d'una població en creixement que ja superava els cent milions d'habitants. Per exemple, per a la impressió de paper moneda, la cort dels Song va establir diversos cecs governamentals i fàbriques a les ciutats de Huizhou, Chengdu, Hangzhou i Anqi. La quantitat de personal emprada en aquestes fàbriques de paper de moneda era considerable, car el 1175 es va constatar que la sola fàbrica de Hangzhou emprava a més d'un miler de treballadors al dia.

## Armament de pólvora

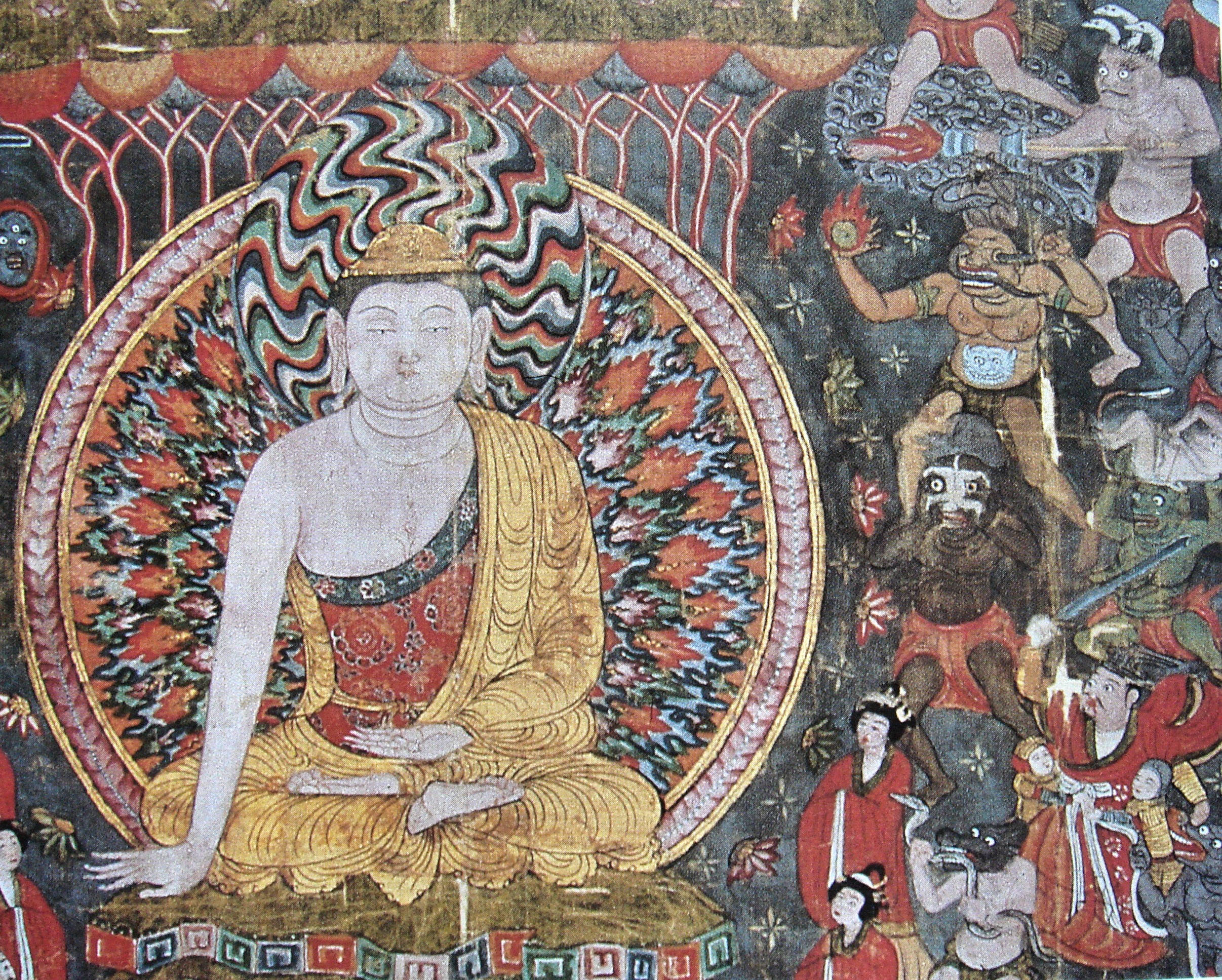
La primera representació coneguda d'un arma de foc (una «llança de foc») i una granada (cantonada superior dreta), en les coves de Dunhuang, c. 950 dC.

Les millores en la tecnologia militar van ajudar la Dinastia Song a defensar-se dels seus veïns hostils del nord. El llançaflames va tenir els seus orígens cap al segle vii en la Grècia romana d'Orient, i la seva funció era llançar foc grec (un fluid a força de petroli amb fórmula química complexa i altament inflamable) mitjançant una mànega de sifó. La primera referència al foc grec a la Xina data de 917 i es troba en l'escrit Shiguo Chunqiu de Wu Renchen. El 919, la bomba d'expulsió amb sifó es va utilitzar per escampar un «oli de foc feroç», que no podia apagar-se amb aigua, segons va relatar Lin Yu en la seva Wuyue Beishi, primera referència xinesa fiable on s'esmenta el llançaflames que emprava la solució química del foc grec (el Pen Huo Qi, 噴火器). El mateix autor esmentava també que el «oli de foc feroç» provenia, en última instància, dels contactes marítims de la Xina en els «mars del sud», Aràbia (Dashiguo). En la batalla de Langshan Jiang, el 932, la flota naval del rei Wenmu de Wuyue va derrotar l'armada de Wu; la victòria de Wuyue es va deure, en gran part, a l'ús de l'oli inflamable (huo you) per cremar la flota, succés que representa el primer ús xinès de la pólvora amb finalitats bèl·liques. A més, els xinesos van posar en pràctica l'ús de manxes de doble pistó per bombar petroli d'un únic cilindre (amb moviments cap amunt i cap avall), que després era pres en l'extrem per una metxa de pólvora de combustió lenta, amb vista a mantenir un flux continu de flama. Aquest dispositiu va aparèixer en una descripció acompanyada d'il·lustracions del compendi militar Wujing Zongyao, el 1044. Durant la supressió de la Dinastia Tang en el regne Nantang o regne Tang del sud (976), les primeres forces navals de la Dinastia Song es van enfrontar a les forces enemigues en el riu Iang-Tsé. El conjunt Tang va intentar utilitzar els llançaflames contra la marina Song, però accidentalment va acabar consumint-se pel seu propi foc quan violentes ràfegues de vent van bufar en la seva direcció.

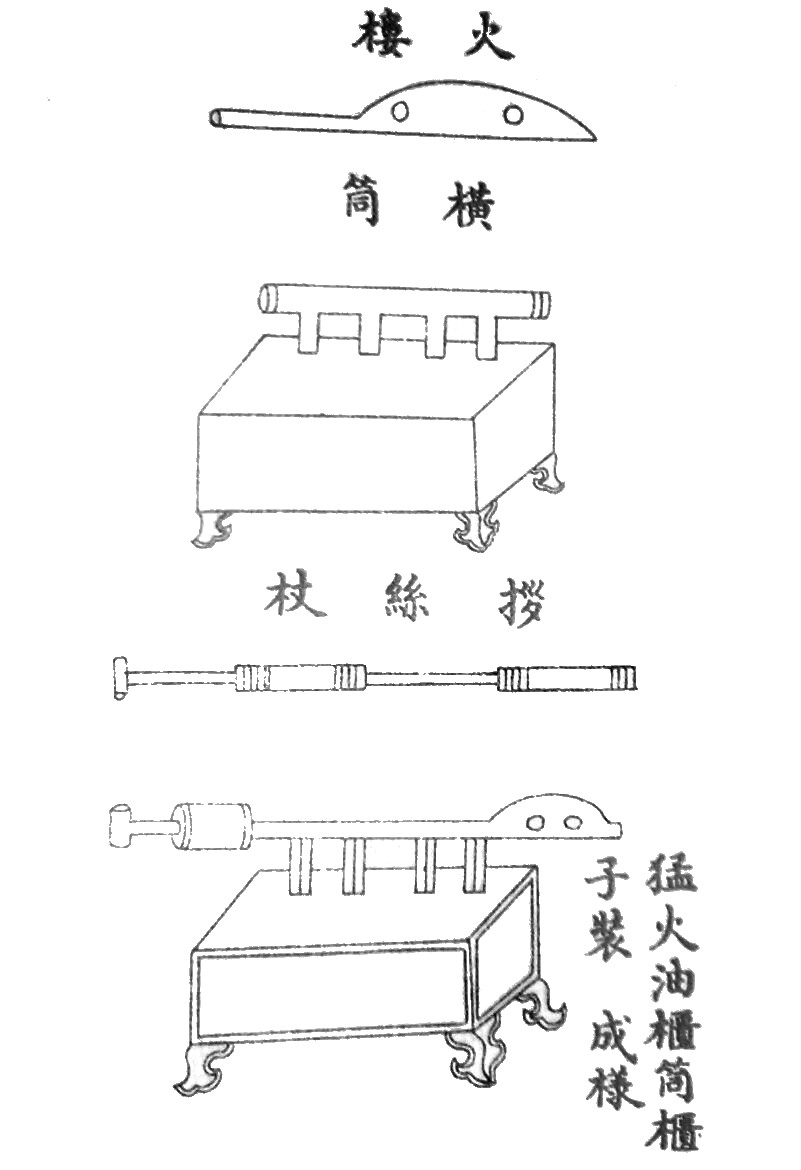
Representació d'un llançaflames xinès en el manuscrit Wujing Zongyao de 1044, durant la Dinastia Song

Encara que els efectes destructius de la pólvora ja els havia descrit un alquimista taoista de la Dinastia Tang, les primeres fórmules químiques escrites d'aquest compost provenen del text Wujing Zongyao de 1044, on es descriuen bombes explosives llançades per catapultes. Els primers desenvolupaments d'armes de foc lleugeres i canons amb projectils de foc més antics van tenir lloc en la Xina Song tardana. La primera representació artística xinesa d'una «llança de foc» (combinació d'un llançaflames amb un fusell) es troba en un mural budista de Dunhuang, que data de 950 aproximadament. L'ús d'aquestes «llances de foc» s'havia estès al començament del segle xii, i consistien en pals de bambú foradats que s'utilitzaven com a tubs per disparar partícules de sorra amb les quals encegaven o asfixiaven a l'oponent, perdigons de plom, trossos de metall afilats i fragments de ceràmica, així com grans sagetes impulsades amb pólvora i artilleria de coets. Finalment, es va reemplaçar al poc durador bambú per tubs buits de ferro colat, canviant també amb això la seva denominació, de «llança de foc» (huo qiang) a «tub de foc» (huo tong). Aquest ancestre de les armes de foc es va complementar amb l'antecessor del canó, al com els xinesos es referien des del segle xiii com la «recambra llançadora de múltiples bales» (bai zu lian zhu pao), un tub de bronze o ferro colat que s'omplia amb unes cent boles de plom.
La representació antiga més coneguda d'un canó és una escultura radicada en una cova de Sichuan, datada en 1128, que retrata a una persona que porta una bombarda en forma d'atuell amb flames i una bala de canó. No obstant això, el descobriment arqueològic més antic d'una pistola amb canó metàl·lic es troba en una excavació xinesa a Heilongjiang, i que data de 1288. Els xinesos van descobrir igualment el potencial explosiu d'omplir amb pólvora beles de canó foradades. Més tard, en l'escrit de Jiao Yu Huolongjing (publicat a mitjan segle xiv), s'informa sobre un canó de ferro colat de l'època Song conegut sota la denominació de «llançador eixordador de núvols voladors» (fei yun pi-li pao). El manuscrit assegurava que:
| « | Els recipients estan fets de ferro colat, tan grans com un bol i amb forma de pilota. En el seu interior contenen mitja lliura de pólvora 'màgica'. S'envien per l'aire contra el campament enemic des d'un propulsor; i quan arriben a la seva destinació se sent un so similar al d'un tro, veient-se també centelleigs de llum. Si deu d'aquests dipòsits són projectats reeixidament contra el campament enemic, el lloc sencer estarà en flames [...] | » |

Com es va assenyalar anteriorment, el canvi en la terminologia usada per a aquestes noves armes va tenir lloc gradualment durant el període Song. Els primers canons d'aquesta era es van denominar de la mateixa manera que el fonèvol o trabuquet xinès. Temps després, un erudit de la Dinastia Ming, conegut com a Mao Yuanyi, va explicar aquest ús de la terminologia i els veritables orígens del canó, en el seu text Wubei Zhi, escrit el 1628, on es llegeix:
| « | La societat Song va utilitzar el fonèvol de plat giratori, el fonèvol d'un sol pal i el fonèvol de tigre a la gatzoneta. Tots ells van ser anomenats 'trabuquets de foc' perquè s'usaven per disparar armes de foc com les boles (de foc), el falcó (de foc) i la llança (de foc). Aquests van ser els ancestres del canó. | » |

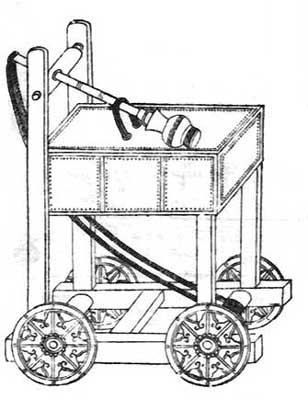
Il·lustració d'una catapulta de tipus trabuquet de la Dinastia Ming, tal com apareix en el text Wujing Zongyao de 1044.

El tractat militar Huolongjing, del segle xiv, és un dels primers textos xinesos a descriure detalladament l'ús de les mines terrestres, artefactes que havien estat utilitzats en els últims anys de la Dinastia Song per defensar-se dels mongols el 1277, així com més tard es van emprar durant la Dinastia Yuan. La innovació de les mines amb detonador es va atribuir a un tal Luo Qianxia, en el curs de la campanya de defensa contra la invasió mongola de Kublai Kan. Textos posteriors han revelat que aquest tipus d'explosius funcionaven mitjançant un cap d'estrip o bé consistien en paranys detonadors en les quals un percussor alliberava uns pesos que feien rotar una clau de roda de pedrenyal, feta d'acer, que produïa espurnes que prenien les metxes de les mines disposades en sèrie a manera de traca.
En addició a l'anterior, la Dinastia Song va emprar amb finalitats bèl·liques, a finals del segle xiii, els primers coets de propulsió per pólvora coneguts en la història, els antecedents tecnològics del qual directes eren les arcaiques sagetes de foc. Quan la ciutat de Kaifeng, una de les principals capitals de la Xina Song, va sucumbir davant la invasió del poble Yurchen el 1126, Xia Shaozeng va documentar que un total de 20.000 sagetes de foc es van lliurar als Yurchen després de la conquesta. Un text encara més antic, el ja citat Wujing Zongyao, descriu l'ús d'una ballesta de triple arc que disparava sagetes que, al seu torn, sostenien paquets de pólvora prop de la punta. Retrocedint encara més en el temps, el Wu Li Xiao Shi de Fang Yizhi (1630; 2a ed. 1664) esmenta que es van presentar sagetes de foc a l'emperador Taizú, fundador de la Dinastia Song, l'any 960.

## Enginyeria civil
A l'antiga Xina, les rescloses de diversos tipus ja eren conegudes almenys des del segle i aC (doncs les fonts d'aquesta època no al·ludeixen a elles com a innovacions), sent utilitzades durant l'antiga Dinastia Han (202 aC—220 dC). No obstant això, l'any 984 es va construir la primera resclosa de dues comportes, per obra de l'enginyer Qiao Weiyo, comissionat adjunt de transport per a la ciutat de Huainan. En aquesta època els xinesos tenien problemes amb el trànsit de gavarres, o barcasses, en la secció de Shanyang Yundao del Gran Canal, car els vaixells generalment quedaven destruïts en passar pels varadors dobles, permetent que la seva càrrega de grans, destinats a pagar els impostos, fossin robats per bandits locals. El text del tractat històric Song Shi (compilat el 1345) esmenta que l'any 934:
| « | Qiao Weiyo també va construir cinc varaders dobles (lit. embassaments) entre Anbei i Huaishi (denominacions d'un parell de molls al riu Huai He). Cadascun d'ells tenia deu carrils pels quals les barcasses podien pujar i baixar. Les seves càrregues de grans per al pagament d'impostos imperials eren pesades i en passar per aquí les embarcacions resultaven danyades o destruïdes, amb la consegüent pèrdua de part de la seva càrrega, al que s'afegia el desfalc per part d'un grup de treballadors que es relacionaven amb bandits ocults en les rodalies. Qiao Weiyo va ordenar, per tant, que es construïssin dues comportes en la tercera presa propera a la ciutat Huai'an. La distància entre aquestes comportes superava els 50 passus (48,52 metres) i tot aquest espai va ser cobert amb un enorme sostre, com un rafal. Les portes eren «penjants»; [quan estaven tancades] l'aigua s'acumulava, com en la marea, fins que s'aconseguia el nivell requerit, i després, quan arribava el moment indicat, s'alliberava el dipòsit. Weiyo també va construir un pont horitzontal per enfortir les construccions. Una vegada es va haver fet això en totes les rescloses de doble comporta, es va eliminar per complet el problema de corrupció, i el pas de les embarcacions ja podia fer-se sense cap impediment. | » |

Diagrama de la resclosa d'un canal.

Aquesta pràctica va passar a generalitzar-se i va ser registrada fins i tot pel científic i polímata xinès Shen Kuo en la seva esmentada obra Men Xi Bi Tan (1088), en la qual explica que l'establiment de comportes de rescloses a Zhenzhou (es creu que podria haver-se referit a Kuozhou, província radicada en una àrea limítrofa al Iang-Tsé), durant el regnat de Tian Sheng (1023—1031) va substituir als 500 obrers que eren contractats anualment per al manteniment del canal, amb el qual la suma estalviada arribava a 1.250.000 en diners en efectiu per any. Així mateix, Shen Kuo va escriure que el vell mètode de pujar els vaixells, tirant d'ells amb cordes, limitava la grandària de cada càrrega d'arròs a 300 tan (unes 21 tones), però després de la introducció de les rescloses, es podien usar vaixells amb càrregues de 400 tan (unes 28 tones i mitja). D'acord amb el seu escrit, en aquesta època (cap al 1080) les naus governamentals podien suportar càrregues de fins a 700 tan (gairebé cinquanta tones), mentre que els vaixells privats tenien capacitat per implicar fins a 800 borses, cadascuna de les quals pesava dues tan (és a dir, un total d'unes 115 tones). Shen Kuo també va observar que l'ús adequat de les comportes en els canals de reg era la millor manera de tenir èxit en el mètode de fertilització amb llim. No obstant això, les necessitats agrícoles i les necessitats del transport podien arribar a presentar conflictes entre si. Això s'il·lustra millor en el tractat Dongpo Zhilin, escrit per l'oficial del govern i famós poeta Su Shi (1037—1101), que, unes dues dècades abans de Shen Kuo, va escriure l'any 1060:
| « | Fa diversos anys, el govern va construir comportes de rescloses per al mètode de la fertilització amb llim, encara que moltes persones havien mostrat el seu desacord amb el pla. Malgrat l'oposició, es va portar endavant, però va tenir molt poc èxit. Quan les aigües torrencials de Fan Shan eren abundants, les comportes es mantenien tancades; això causava que s'inundessin [i, per tant, danyessin] terrens, prats i cases. Quan les pluges disminuïen a mitjan tardor, obrien les comportes, i així es regaven els camps amb aigua que portava llim. Però el dipòsit no era tan espès com allò que els camperols denominen «pastís de llim al vapor» [és a dir, no estaven satisfets]. Finalment, el govern es va cansar de les queixes i va detenir tot el projecte. En relació amb això, recordo haver llegit en el Jiayipan de Bai Juyi (el poeta) que ell deia que havia exercit en alguna ocasió com a encarregat del trànsit de les embarcacions. A causa que el riu de Kaifeng cada vegada era menys profund fins al punt de dificultar el pas de les embarcacions, Bai Juyi va suggerir que es tanquessin les comportes del riu i el canal, però el governador militar va declarar que el riu estava limitat en cadascun dels seus extrems per prats que produïen grans destinats a l'exèrcit. De manera que, si es negava la irrigació (d'aigua i llim) a aquests camps a causa del tancament de les comportes de les rescloses, es conduiria a importants retallades en les provisions de gra de l'exèrcit. Gràcies a això vaig aprendre que en el període Tang hi havia terrenys del govern i comportes a banda i banda del riu, i que el regadiu es posava en pràctica [contínuament], fins i tot quan l'aigua estava alta. Si això es podia fer [amb èxit] en aquells temps, per què no pot fer-se ara? M'agradaria consultar l'assumpte en profunditat amb els experts. | » |

Encara que el dic sec es coneixia a l'Egipte hel·lenístic, des de finals del segle iii aC (per un fenici; però no es va utilitzar de nou fins al regnat d'Enric VII d'Anglaterra, el 1495), el científic i funcionari Shen Kuo va escriure sobre el seu ús a la Xina per reparar els vaixells durant el segle xi. En la seva obra Men Xi Bi Tan, va detallar:
| « | Al començament de la Dinastia (c. 965), les dues províncies Zhe [actuals Zhejiang i Jiangsu del sud] van presentar [al tron] dos vaixells-drac amb més de 60 metres de longitud cadascun. En els seus nivells superiors, van destacar les diverses cobertes amb palaus i cabines, els quals al seu torn tenien trons i sofàs que estaven llests per als recorreguts imperials d'inspecció. Després de diversos anys d'ús, els bucs començaven a deteriorar-se i necessitar reparacions, sent impossible treballar-hi quan estaven a flotació. Per això, durant el regnat Xining (1068 a 1077), l'oficial de palau Huang Huaixin va suggerir un pla: va començar a excavar-se a la regió nord del llac Jinming una gran conca que fos capaç de contenir als vaixells drac. Es van col·locar pesades bigues en forma de creu, sobre una base de pilars. Llavors [es va obrir una bretxa] de manera que la conca es va omplir ràpidament d'aigua, després de la qual cosa es van remolcar les embarcacions col·locant-les damunt de les bigues. [Amb la bretxa tancada], l'aigua es va extreure bombant-la amb sínies, de manera que les naus quedaven gairebé totalment a l'aire. Quan van acabar les reparacions, es va tornar a introduir l'aigua i les naus estaven a flotació una vegada més (podent abandonar el dic). Finalment, es van retirar les bigues i els pilars i es va cobrir tota la conca amb un gran sostre, creant així un tipus d'hangar en el qual els vaixells podien protegir-se dels elements i evitar els danys ocasionats per l'exposició excessiva. | » |

## Nàutica
Els xinesos de l'època Song eren experimentats mariners que viatjaven per ports d'escala arribant a llocs tan llunyans com el Califat Fatimita a Egipte. Estaven molt ben equipats per als seus viatges a l'estranger, amb grans vaixells de navegació marítima dirigits per timons ubicats al codast, i es guiaven per brúixoles. Fins i tot abans que Shen Kuo i Zhun Yu escrivissin sobre els usos de la brúixola magnètica en la navegació, l'antic tractat militar Wujing Zongyao (1044) ja descrivia una brúixola que funcionava per l'efecte de termorremanència; es tractava d'una simple agulla de ferro o d'acer que era escalfada, refredada i col·locada en un bol d'aigua, produint un efecte magnètic feble. Es va descriure el seu ús, no obstant això, només per a la navegació a terra i no al mar.

### Literatura

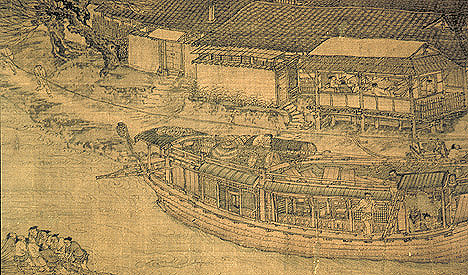
Detall a primera vista de la capital Bianling durant el festival Qingming

Hi ha diverses descripcions en la literatura xinesa de l'època sobre les operacions i l'aspecte dels ports, la marina mercant, el comerç internacional i els mateixos vaixells. El 1117, l'autor Zhu Yu no només va escriure sobre l'ús de la brúixola magnètica en navegació, sinó també sobre una corda de més de trenta metres de longitud amb un ganxo que es llançava des de la coberta del vaixell per recollir mostres de fang del fons del mar, perquè la tripulació determinés la seva localització a través de l'olor i l'aparença del fang recollit. A més, Zhu Yu va escriure sobre els compartiments estancs radicats en els bucs de les naus per evitar el seu naufragi en cas de danyar-se, com també sobre la disposició longitudinal de l'aparell (és a dir, l'alineació de les veles de ganivet seguint la línia de la quilla) en els lugres, les veles de trenat compacte i la pràctica de navegar a sobrevent. El 1973 es va fer un descobriment que confirmava el que Zhu Yu havia escrit sobre les embarcacions de la Dinastia Song: es va extreure del mar una nau mercantil submergida de grans dimensions, que mesurava 24 metres d'eslora i 8,8 de mànega, en una àrea propera a la costa sud-est de la Xina; la nau datava de 1277 aproximadament. En el buc hi havia dotze compartiments estancs. La cultura marítima d'aquesta època va ser realçada per l'ús d'aquestes noves tècniques, així com per la possibilitat d'un major trànsit de navegació pels rius i canals. Per onsevulla es veien embarcacions governamentals que transportaven el gra obtingut com a impostos, vaixells i barcasses privades, una multitud de pescadors maldant-se per petits bots pesquers i els rics gaudint de les comoditats dels seus luxosos iots privats.
A més de Zhu Yu, hi hagueren altres autors destacats que van documentar la cultura marítima de l'època Song. El 1178, l'oficial de duanes cantonès Zhou Qufei, que va escriure sobre el tràfic àrab d'esclaus africans, que arribava fins a Madagascar, va dir sobre les embarcacions marines xineses, la seva grandària, la seva resistència i la vida dels tripulants el següent:
| « | Els vaixells que naveguen en el mar del sud i encara més al sud són com a cases. Quan les seves veles s'estenen, semblen grans núvols en el cel. Els seus timons mesuren diverses desenes de peus. Una sola nau pot embarcar a diversos centenars d'homes i transportar en els seus cellers gra suficient com per a un any sencer. Donen de menjar als porcs, fermenten el vi a bord. No es compten els vius i els morts; quan el vaixell comença el seu viatge cap al mar ceruli no hi ha marxa enrere. El dia de descans, quan el gong sona a bord del vaixell, els animals poden prendre aigua i la tripulació i els passatgers obliden tots els perills. Per a ells tot està ocult i perdut a l'espai, les muntanyes, els paisatges i els territoris estrangers. El capità pot dir: «Per arribar a tal país i tal altre, amb vent favorable, en tants dies, hauríem d'albirar tal i tal muntanya, i [llavors] el vaixell haurà de prendre tal rumb i tal altre». Però de sobte el vent pot cessar, i pot no ser el bastant fort per permetre que s'entrelluqui la muntanya en el dia assenyalat; en tal cas, és possible que calgui canviar el rumb. I el vaixell [d'altra banda] pot ser portat molt més enllà [de la fita establerta] i perdre l'orientació i el rumb. Un temporal pot alçar-se, empenyent el vaixell d'aquí cap enllà; es pot encallar en bancs de sorra o ser empès a col·lidir amb esculls ocults, la qual cosa pot trencar-se fins a les teulades [de les cases que hi ha en la coberta]. Una nau enorme amb càrrega pesada no té per què témer als mars profunds, però, en canvi, en les aigües poc profundes pot sofrir grans danys. | » |

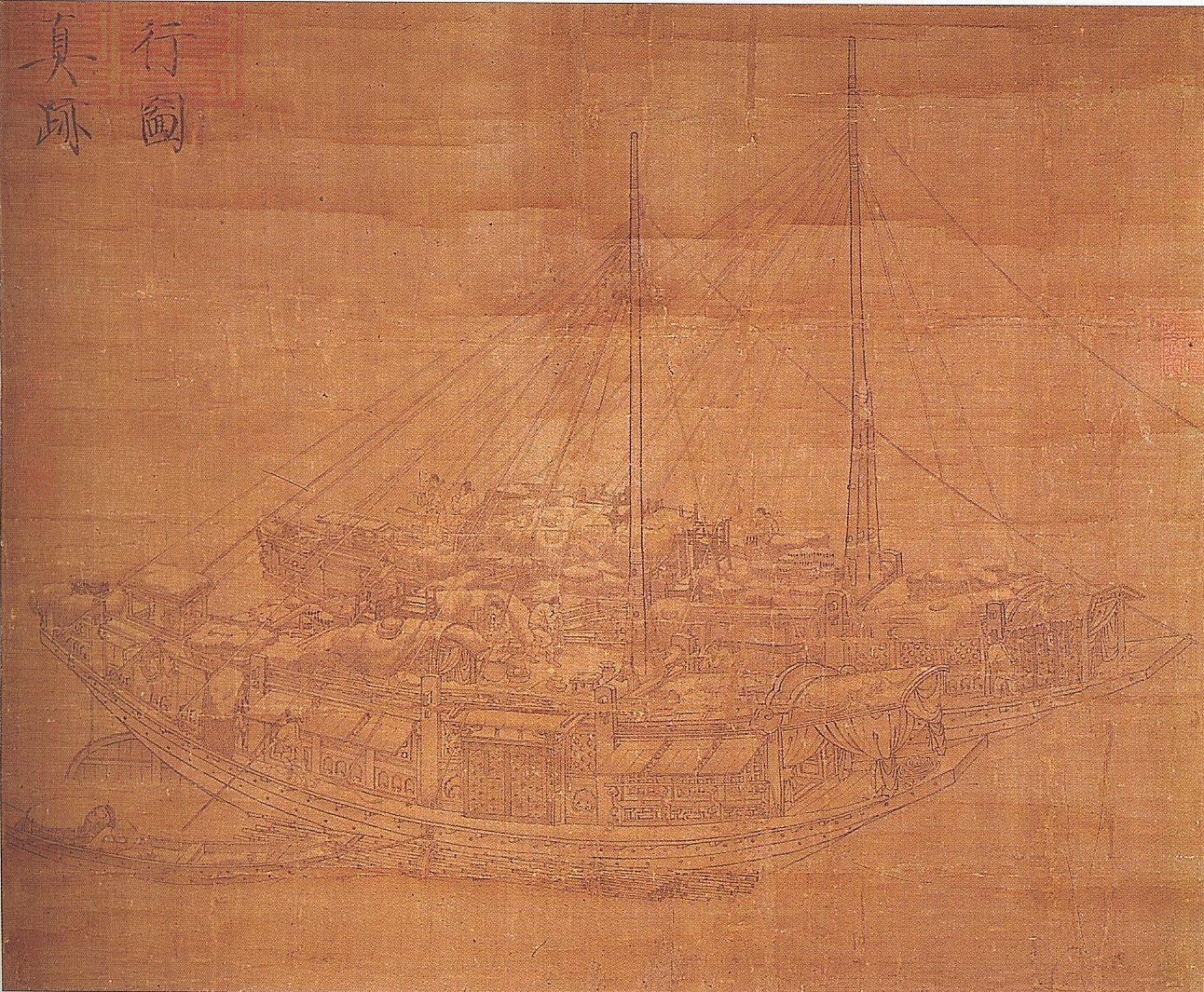
Pintura sobre seda del període Song on destaca dos juncs acompanyats por un vaixell de mida menor.

Més tard, el viatger musulmà el marroquí berber Ibn Batuta (1304—1377) va escriure amb major detall que Zhou Qufei sobre els vaixells xinesos, assenyalant que en els mars de la Xina i en els seus voltants solament s'utilitzaven els característics joncs per navegar. També va assenyalar que els vaixells xinesos de major grandària tenien en total dotze mastelers, mentre que els petits comptaven amb tres. Sobre els vaixells xinesos i les seves tripulacions, Battuta va assegurar:
| « | Les veles d'aquests vaixells estaven fetes amb tires de bambú, teixides en forma de estores. Els mariners mai les baixen [mentre naveguen, sinó que simplement] canvien la seva direcció segons si el vent bufa d'un costat o de l'altre. Quan tiren l'àncora, es deixa que es moguin lliurement amb el vent. En cadascun dels vaixells treballen 1.000 homes, 600 marins i 400 infants de marina, entre els quals hi ha arquers i ballesters armats amb escuts, així com homes que llancen [potes de] nafta. A cada nau gran la segueixen altres tres: una 'nisfi', una 'thoulthi' i una 'roubi' [és a dir, una pinassa, un petit bot amb timó i una trainera, respectivament]. Aquests grans vaixells ja no es construeixen en cap lloc, excepte a la ciutat xinesa de Zayton (Quanzhou) o a Sin-Kilan, que és el mateix que dir Sin al-Sin (Canton). | » |

Battuta va passar llavors a descriure els mitjans de la seva construcció, esmentant acuradament els diferents compartiments que s'instal·laven en els bucs dels vaixells:
| « | Aquesta és la manera de la qual estan fets: s'aixequen dos murs [paral·lels] de fusta molt densa (tauló) i enmig de l'espai entre ells s'instal·len taulons molt gruixuts (els compartiments), fixats longitudinal i transversalment per mitjà de claus llargs, cadascun amb una longitud de tres braços. Quan les parets s'han construït d'aquesta manera, s'encaixa sobre elles la coberta inferior, i es nolieja el vaixell abans que s'hagin acabat els treballs a l'àrea superior. Les peces de fusta i aquestes parts del buc situades prop de la línia de flotació serveixen a la tripulació per rentar i complir les seves necessitats naturals. Als costats d'aquestes peces de fusta també es troben els rems, els quals arriben a ser tan llargs com els mastelers. Aquests són maniobrats per 10 o 15 homes (cadascun), parats tots ells en fila. | » |

A més de relatar la grandària de la tripulació, Battuta va descriure la grandària dels vaixells, així com de les luxoses cabines mercants:
| « | Els vaixells tenen quatre cobertes, sobre les quals hi ha cabines i salons per als mercaders. Diversos d'aquests 'mysria' tenen armaris i altres comoditats, així com portes que poden ser assegurades amb claus que els són lliurades als seus ocupants. [Els comerciants] es porten a les seves esposes i concubines. Ocorre amb freqüència que un home pot estar en la seva pròpia cabina sense que els altres s'adonin, i no el veuen fins que la nau ha arribat algun port. Els mariners també tenen als seus fills en aquestes cabines; i [en algunes parts del vaixell] preparen herbes, verdures i gingebre en tubs de fusta. El comandant d'una embarcació d'aquest tipus és un notable Emir; quan desembarca, marxen precedint-li arquers i etíops [és a dir, esclaus de raça negra, si bé a la Xina més probablement serien malais], portant javelines i espases, tocant tambors i trompetes. Quan l'Emir arriba a la casa on se li ha convidat, aquells fixen les seves llances a cada costat de la porta, muntant guàrdia durant la visita. | » |

### Vaixell de roda de paletes

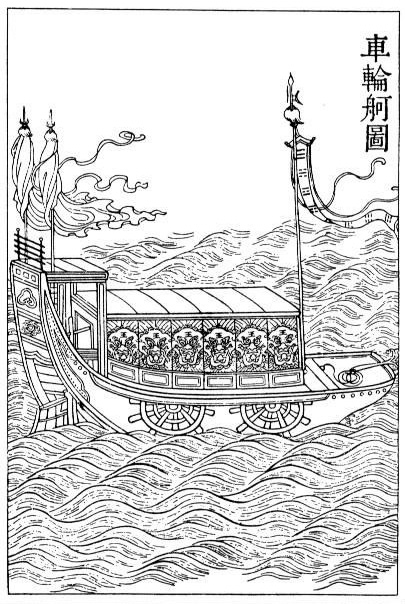
Un vaixell de roda de paletes. Il·lustració de 1726.

Durant la Xina Song va haver-hi un gran interès en la construcció d'eficients embarcacions automotores, que eren anomenades vaixell de roda de paletes. Hi ha indicis de l'eventual existència d'aquesta classe d'embarcació a la Xina des del segle v, i amb seguretat es coneixien en la Dinastia Tang el 784, amb el reeixit disseny de Li Gao d'un vaixell de guerra amb roda de paletes. El 1134, el Delegat de Transport de Zhejiang, Wu Ge, va fer construir diversos vaixells de guerra d'aquest tipus, que tenien en total nou rodes, alguns fins i tot tretze. No obstant això, en l'època Song hi havia vaixells de rodes de paletes tan grans que tenien fins a una dotzena de rodes a cada costat. El 1135, el cèlebre general Yue Fei (1103—1142) va emboscar a un grup de rebels liderats per Yang Yao en provocar que el seu vaixell de paletes quedés paralitzat després d'haver llançat herbes flotants i troncs podrits en un llac, acció que li va permetre abordar els seus vaixells i obtenir una victòria estratègica. El 1661, la Xina dels Song va utilitzar aquest tipus de naus juntament amb bombes de pólvora en la batalla de Tangdao i en la batalla de Caishi, on es van enfrontar a la Dinastia Jurchen evitant que aquesta envaís la regió sud de la Xina Song seguint la conca del Iang-Tsé. El 1183, el comandant naval de Nanquín Chen Tang va ser gratificat per haver construït noranta vaixells de roda de paleta i altres vaixells de guerra. Set anys abans, el 1176, l'emperador Xiaozong (1162—1189) havia expedit una ordre imperial a l'oficial Nanjing Guo Gang (qui desitjava convertir els vaixells de paletes danyats en joncs i galeres) en la qual li ordenava no reduir el nombre d'embarcacions amb rodes de paletes en les drassanes de la marina, ja que tenia una considerable afecció per les veloces naus d'assalt que havien triomfat en l'enfrontament de Caishi. No obstant això, els vaixells de rodes de paletes van trobar altres usos a part dels atacs efectius en l'àmbit bèl·lic: Pu Shougeng, musulmà que va exercir el càrrec governamental de delegat de la marina mercant a Quanzhou durant el període 1250—1275, va observar que aquest tipus de naus també van ser usades pels xinesos com a remolcadors per a l'arrossegament d'altres embarcacions.

## Siderúrgia
L'art de la siderúrgia durant l'època Song es va desenvolupar sobre els fonaments que van deixar en aquesta branca del coneixement anteriors dinasties xineses, en tant els nous mètodes s'anaven incorporant. Els xinesos de l'antiga Dinastia Han (202 aC—220 dC) van descobrir, cap al segle i aC, com produir acer, mitjançant la fosa de ferro amb una quantitat de carboni intermèdia entre la present en el ferro forjat i en el ferro colat. No obstant això, l'era dels Song va introduir dues innovacions relatives a la producció d'acer durant el segle xi. La primera va consistir en el «mètode berganesc», que produïa acer heterogeni, d'inferior qualitat, mentre que l'altra va ser un precursor del procès Bessemer, en utilitzar des-carbonització parcial a través de repetits forjats sotmesos a abruptes refredaments.

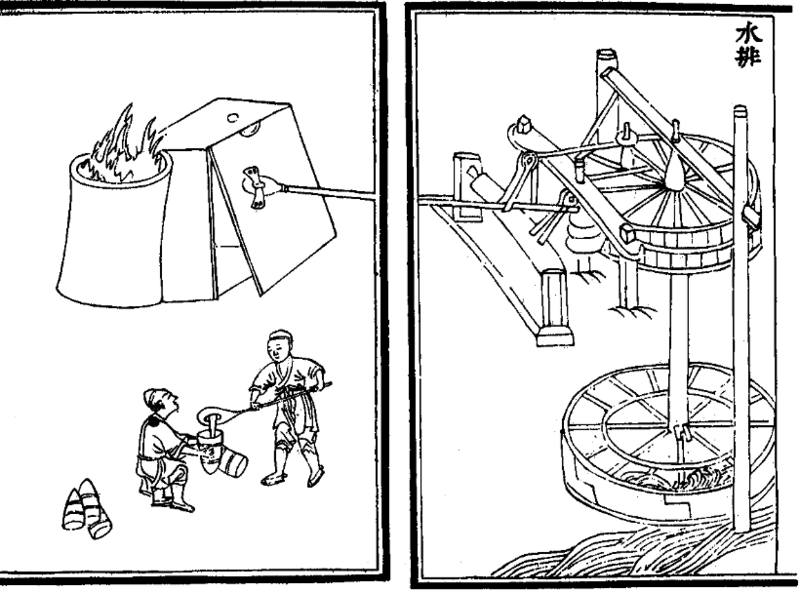
Il·lustració de les manxes d'un alt forn operats a través de rodes hidràuliques. Pres del document Nong Shu, escrit per Wang Zhen el 1313, durant la Dinastia Yuan.

L'índex per capita de producció de ferro es va multiplicar per sis entre els anys 806 i 1078, i en aquesta última data la Dinastia Song aconseguia a produir fins a 127 tones mètriques de ferro a l'any. L'historiador Donald B. Wagner va assenyalar que aquesta estimació es basava en el nombre total de rebuts d'impostos governamentals sobre el ferro, provinents de les diverses prefectures de l'imperi on es produïa aquest metall. En el procés de fosa mitjançant l'ús de grans manxes hidràuliques (accionats per molins hidràulics), s'utilitzaven massives quantitats de carbó vegetal, la qual cosa va conduir a una considerable desforestació de la regió nord de la Xina. No obstant això, per a finals del segle xi, la societat xinesa va descobrir que el coc, obtingut del carbó mineral bituminós, era un reemplaçament viable per al carbó vegetal, canvi gràcies al com es van salvar moltes hectàrees de bosc i arbres. L'increment massiu en la producció de les indústries del ferro i de l'acer a la Xina va resultar a partir de les necessitats d'expansió militar de la Dinastia Song, així com de la demanda comercial privada de productes metàl·lics, com els utensilis de cuina disponibles al mercat, i de l'exigència d'una àmplia gamma d'eines agrícoles. Un altre aspecte important que va comportar l'augment de la producció eren els nous canals que enllaçaven als principals centres de producció de ferro i acer amb el bulliciós comprat de la capital. Els múltiples usos per als productes manufacturats amb ferro en el període Song incloïen armes, eines, monedes, elements arquitectònics, campanes i picarols musicals, estàtues artístiques, i components per a diverses màquines, com el martell piló hidràulic, el qual es feia servir des del segle i a. de C., durant el període de la Dinastia Han, usat també de forma extensiva durant l'època Song. A causa dels considerables nivells de producció, l'historiador de l'economia Robert Hartwell va analitzar i va determinar que la producció xinesa de ferro i carbó al segle xii va arribar a ser igual, o major, a la producció de ferro i carbó mineral a Anglaterra durant la primera fase de la Revolució industrial, a finals del segle xviii. No obstant això, la Xina Song no va transformar el potencial energètic del carbó en energia mecànica, una cosa que sí que va ocórrer en la Revolució Industrial.
Hi hagué certes prefectures administratives durant l'època Song en les quals es concentrava la major part de la indústria del ferro. Per exemple, el poeta i funcionari Su Shi va escriure una memòria per al tron, el 1078, on esmentava específicament 36 centres de fosa de ferro, cadascun amb una força de treball de diversos centenars de persones, tots ells a la prefectura industrial de Liguo, regió que estava sota el comandament de Su Shi, mentre aquest s'encarregava de l'administració de Suzhou.

## Energia eòlica
Els efectes de l'energia eòlica es coneixien a la Xina des de molt abans de la introducció del molí de vent durant el període Song. No es coneix exactament quan els antics xinesos van començar a usar les primeres manxes inflables per bufar aire en els forns, encara que s'estima que existien ja durant la Dinastia Shang (1600—1050 aC), per raó de la complexa tecnologia amb què comptava aquesta Dinastia per fondre el bronze. Amb seguretat se sap que es van utilitzar des de la incorporació dels alts forns al país, és a dir, a partir del segle vi aC, ja que l'ús d'eines agrícoles i armes de ferro colat estava molt estès al segle v aC L'any 31 dC, el prefecte i enginyer de la Dinastia Han Du Shi va utilitzar rodes hidràuliques horitzontals i un complex sistema d'engranatges per operar les grans manxes que servien per escalfar un alt forn de fosa de ferro. Les manxes van continuar usant-se en la siderúrgia, descobrint-se després altres fonts d'energia eòlica. Ding Huan, artesà de la Dinastia Han que va florir cap a l'any 180, no solament va ser pioner en la invenció de la suspensió cardan, sinó també del ventilador rotatori, el qual podia usar-se de manera de simple d'un aire condicionat. Aquest últim emprava set rodes de tres metres de diàmetre cadascuna, que es movien manualment. Durant la Dinastia Tang (618—907), els palaus comptaven amb sistemes de refrigeració de ventiladors giratoris accionats per energia hidràulica. En la Dinastia Song, Needham va explicar que «els efectes refrigerants dels corrents artificials d'aire semblen apreciar-se encara més». Va existir també a la Xina una complexa màquina de garbellar mitjançant un ventilador rotatori, utilitzada en l'agricultura per separar la fibra de la gluma, il·lustrada en el tractat Nong Shu (1113) de l'oficial Wang Zhen. No obstant això, la primera representació d'una màquina de garbellar es troba en un model de tomba de la Dinastia Han i datada entre el segle ii aC i el segle ii de la nostra era. Després d'aquestes innovacions, finalment el molí de vent es va introduir en la regió nord de la Xina, a principis del segle xiii, a través de la Dinastia Jurchen, en els últims temps de la Dinastia Song.
L'erudit persa Ali ibn Sahl Rabban al-Tabari va escriure al voltant de l'any 850 que el califa Úmar havia estat assassinat el 644 pel tècnic Abu Lu'lu'a, que deia haver construït molins impulsats per l'energia del vent. De qualsevol forma, relats més confiables dels molins de vent són els dels germans Banu Musa (850 a 870), a més de diversos autors que confirmen l'existència dels molins de la regió de Sistan (Iran), sobre els quals van escriure Abu Ishaq al-Istakhri i Abu al-Qasim ibn Hauqal. La Xina Nord sota el regnat de la Dinastia Jurchen va adoptar els molins de vent del món islàmic a principis del segle xiii; això pot llegir-se en un relat del Shu Zhai Lao Xue Cong Tan («Pràtiques recopilades de l'ancià instruït sobre l'estudi Shu»), redactat per Sheng Ruozi. D'acord amb aquest text:
| « | En la col·lecció d'obres personals del «plàcidament retirat erudit» [Zhan Ran Ju Sh], hi ha deu poemes sobre [la regió de] Hechong Fu. Un d'ells descriu l'escenari d'aquell lloc […] i diu que «el blat emmagatzemat es mol per mitjà del vent fort, mentre que l'arròs és triturat en un morter. Els de la regió occidental [és a dir, els turcs] usen molins de vent (feng mo) igual que la gent del sud [és a dir, la Dinastia Song] utilitza molins hidràulics (shui mo). I quan es tracta de picar el producte, fan ús de morters col·locats verticalment». | » |

En la continuació del text, Sheng Ruozi ofereix una selecció de l'escrit sobre molins de vent pel «plàcidament retirat erudit», terme que es refereix realment a Yelü Chucai (1190—1244), un notable estadista de la Dinastia Jurchen i del llinatge Yuan (després que la societat Jurchen caigués davant els mongols el 1234). El passatge esmentat exposa el viatge de Yelü a la regió del Turquestan (a la contemporània Xinjiang) el 1219. Així mateix, «Hechong Fu» al·ludeix a Samarcanda (a l'actual territori de l'Uzbekistan). Temps després, els xinesos van aplicar els aparells dels típics joncs als molins de vent horitzontals. Aquest tipus de molins de vent s'usaven per operar les bombes hidràuliques de paleta quadrada que servien per al reg des de l'època Han. De fet, els molins d'aquesta naturalesa encara s'usaven en l'era moderna a Tianjin i en algunes àrees limítrofes al riu Iang-Tsé. El primer europeu a observar els molins de vent xinesos va ser Jan Nieuhoff, que va relatar haver-los vist a Jiangsu mentre viatjava pel Gran Canal de la Xina el 1656, com a part d'un viatge diplomàtic a Pequín en representació dels Països Baixos. Els primers molins europeus dels quals es té registre escrit van ser els del degà Herbert, d'Ànglia Oriental, el 1191, que competien amb els molins de l'abadia benedictina del poble anglès Bury St. Edmunds.
A més dels molins, es van arribar a trobar altres aplicacions de l'energia eòlica en diversos dispositius, fins i tot en vehicles. Un dels més destacables era un carretó anomenat «carro de vela» que va aparèixer com a mínim a la Dinastia Ming, al segle xvi (encara que va poder haver estat conegut temps abans). Els viatgers europeus que van arribar a la Xina a finals del segle xvi es van sorprendre en trobar carretons amb una única gran roda, que servien tant per transportar a persones com a mercaderies, que, a més de ser halades per una mula o un cavall, també funcionaven muntant en elles mastelers amb veles (com en les embarcacions), amb la qual cosa s'impulsaven per l'acció del vent.

## Arqueologia

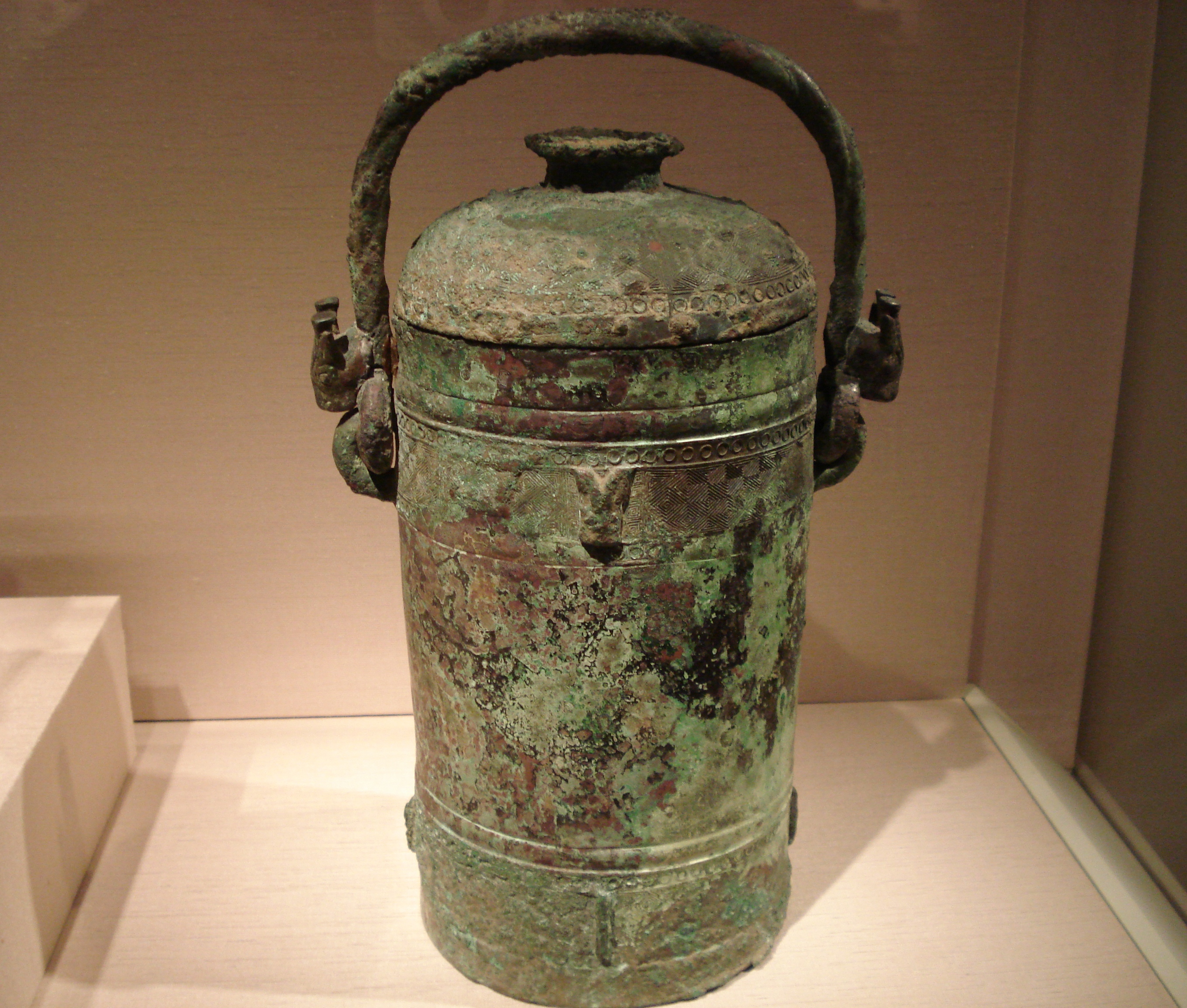
Un contenidor de vi cilíndric fet en bronze durant la Dinastia Shang (c. 1600–c. 1050 aC); objectes com aquest van ser descoberts per burgesos de la Xina Song (960—1279).

Durant la primera meitat del període Song (960—1279), l'estudi de l'arqueologia es va desenvolupar a partir dels interessos antiquari de la burocràcia educada i el seu desig de reviure l'ús d'atuells antics en rituals i cerimònies estatals. A més, es creia que els atuells havien estat elaborats per antics «savis» i no per gent comuna. Shen Kuo va criticar aquestes conviccions, donant-li un enfocament interdisciplinari a l'arqueologia, en incorporar les seves troballes arqueològiques en estudis sobre la siderúrgia, l'òptica, l'astronomia, la geometria i les antigues mesures musicals. Shen va haver de convèncer els seus col·legues que els vells atuells havien estat creats per antics artesans, igual que en la seva pròpia època, i no per savis com es pensava. Entre les seves troballes es troba una eina de mesurament localitzada en un jardí de Jiangsu, la qual Joseph Needham va identificar com la Vara de Jacob.
En la mateixa època, després d'haver realitzat una anàlisi d'artefactes antics amb inscripcions en bronze i pedra, l'erudit Ouyang Xiu (1007—1072) els va compilar en un catàleg analític en el qual informava sobre unes 400 inscripcions; Patrícia B. Ebrey va considerar que aquesta obra era pionera en ciències com l'epigrafia i la mateixa arqueologia. El Kaogutu («Catàleg il·lustrat de l'antiguitat examinada») de Lü Dalin (1046—1092), obra el prefaci de la qual data de 1092, és considerat com un dels catàlegs coneguts més antics a haver-hi descrit i classificat sistemàticament artefactes històrics desenterrats. Presentava, a través de descripcions o bé per mitjà d'il·lustracions, un assortiment de 210 objectes de bronze, així com tretze peces de jade, pertanyents a col·leccions privades i governamentals, l'origen de les quals es remuntava a les Dinasties Shang (c. 1600—1050 aEC) i Han (202 aEC—220 EC).
Així com ho faria segles més tard l'historiador Leopold von Ranke (1795—1886), alguns buròcrates de la Xina Song, com Zhao Mingcheng (1081—1129), van defensar la primacia dels descobriments arqueològics contemporanis d'inscripcions antigues davant de les obres d'historiografia redactades després dels successos, obres que van avaluar com a poc fiables en contrast amb les evidències citades. Per exemple, Hong Mai (1123—1202) va usar els atuells antics de la Dinastia Han per desacreditar el que ell va denunciar com a descripcions fal·laces d'atuells Han que es trobaven al catàleg arqueològic Bogutu, recopilat durant la segona meitat del regnat de Huizong (1100—1125). Per evitar aquesta pràctica, els acadèmics de la Dinastia Song van establir un sistema formal de datació d'aquest tipus d'artefactes, mitjançant l'examen de les seves inscripcions, els estils dels seus motius decoratius i les seves formes físiques. Mingcheng va recalcar la importància de recórrer a les inscripcions antigues per corregir discrepàncies i errors existents en textos posteriors en els quals es tractaven esdeveniments històrics, així com a dates, ubicacions geogràfiques dels successos, genealogies i títols oficials.

## Geologia i climatologia

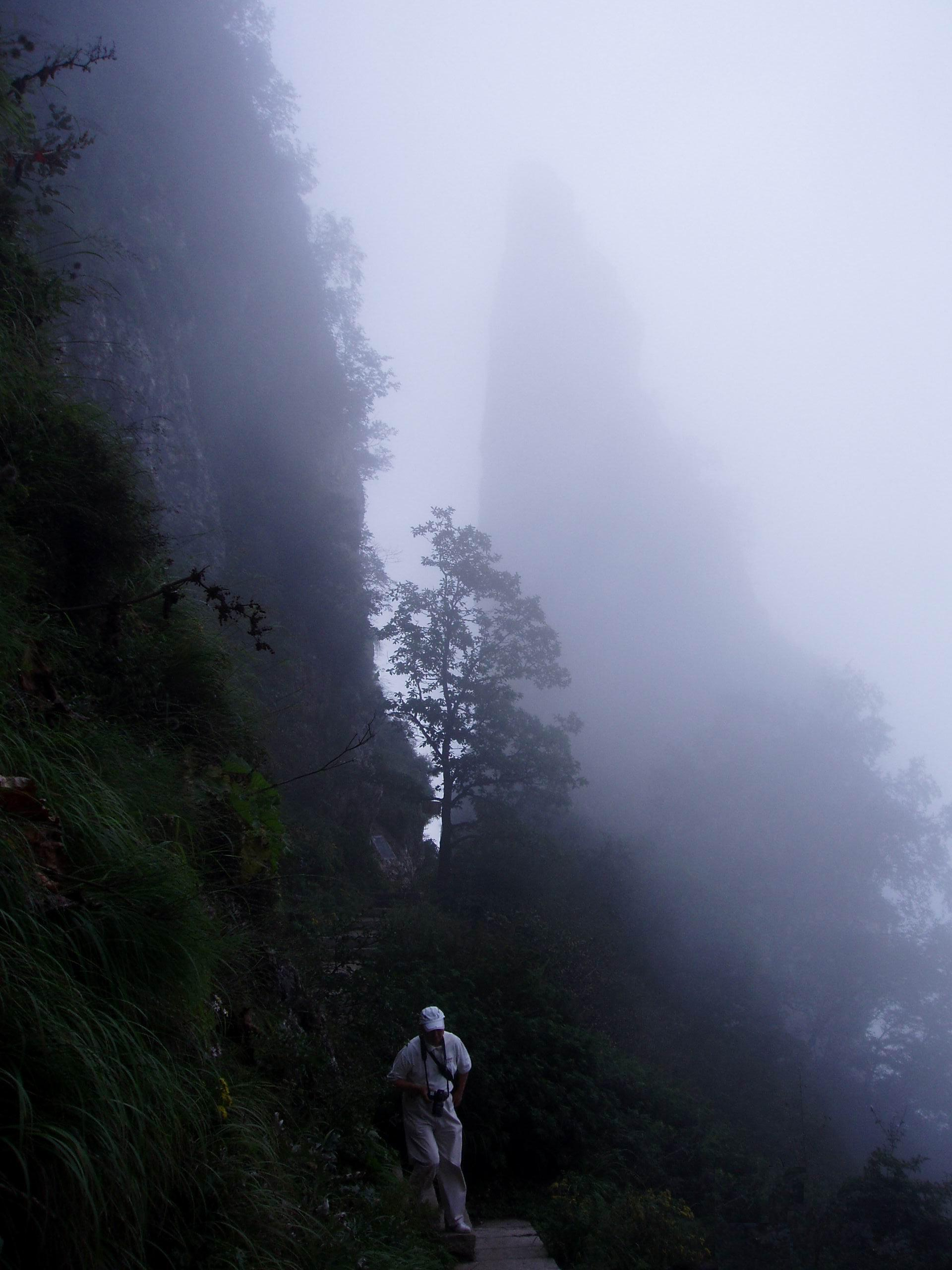
Les Muntanyes Taihang s'estenen al llarg de l'Altiplà de Llois i les províncies xineses de Henan, Shanxi i Hebei.

A més de les seves contribucions en meteorologia, astronomia i arqueologia, Shen Kuo també va formular diverses hipòtesis geològiques i climatològiques en la seva obra Meng Xi Bi Tan (1088), sobresortint principalment les seves afirmacions amb la geomorfologia i el canvi climàtic. Ell creia que l'escorça terrestre es modificava a través del temps, a causa de la perpètua erosió, l'elevació del sòl i l'acumulació de sediments, i va esmentar haver observat estrats horitzontals de fòssils encastats en un penya-segat de les Muntanyes Taihang, considerant-los una evidència que la zona en qüestió havia estat prèviament una antiga costa que va acabar per desplaçar-se a centenars de milles cap a l'est a través d'un enorme període. Shen també va escriure que, ja que es van trobar bambús petrificats sota terra en una zona de clima nòrdic sec en la qual mai es va saber que aquests creixessin, els climes haurien de canviar de manera natural amb el transcurs del temps.